# Centre Pompidou-Metz
Pour les articles homonymes, voir Pompidou, Centre Pompidou (homonymie) et CPM.
Le centre Pompidou-Metz (CPM) est un établissement public de coopération culturelle d’art situé à Metz, entre le parc de la Seille et la gare. Sa construction est réalisée dans le cadre de l’opération d’aménagement du quartier de l’Amphithéâtre.
Créé en 2010, le centre Pompidou-Metz est l'un des musées français les plus visités hors de Paris,, du fait notamment de sa proximité avec l'Allemagne, le Luxembourg et la Belgique.
Sa création est la première expérience de décentralisation d’un établissement public culturel, en l’occurrence le centre Pompidou de Paris. Perçu comme élément fondateur du nouveau quartier de l’Amphithéâtre, il a ouvert ses portes le 12 mai 2010. Les architectes associés sont: Shigeru Ban, Jean de Gastines, et Philip Gumuchdjian. Le maître d’ouvrage est la communauté d’agglomération de Metz Métropole en partenariat avec le centre Pompidou. La ville de Metz est mandataire du maître d’ouvrage. Le projet est également financé par la ville de Metz, le conseil général de la Moselle, le conseil régional de Lorraine, l’État et la Communauté européenne. L’édifice est réalisé par l’entreprise de construction Demathieu & Bard.

## Histoire

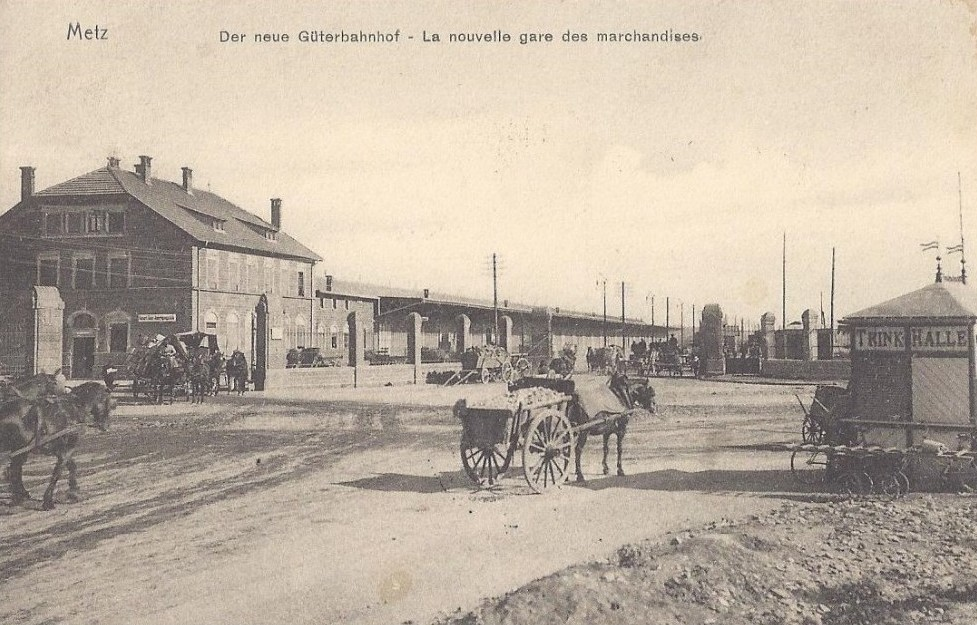
L'ancienne gare de Metz-Marchandises, démolie pour permettre la construction du centre.

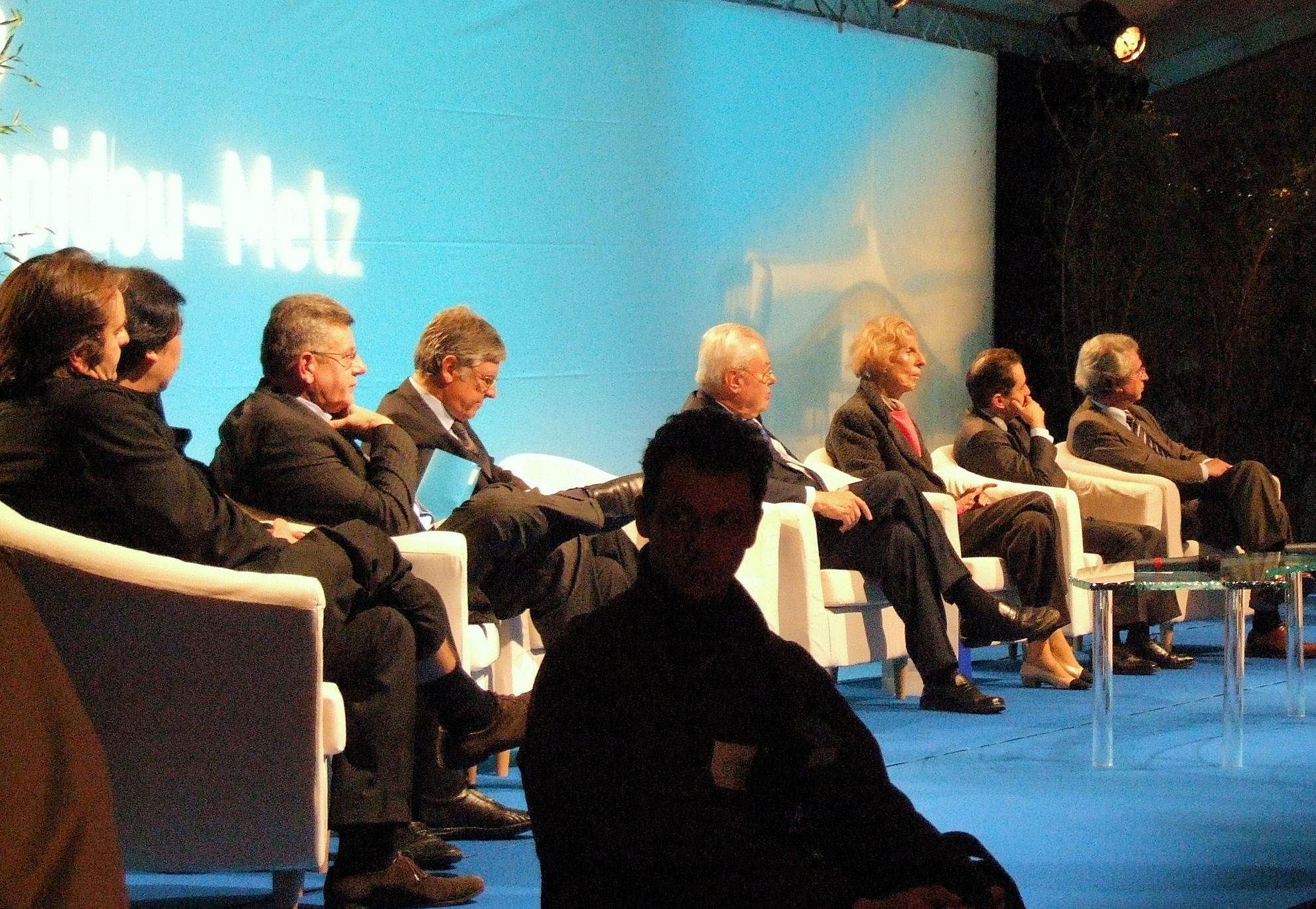
Discours en présence de Claude Pompidou, jour de la pose de la première pierre, le 7 novembre 2006

Le chantier du centre Pompidou-Metz et le site du futur quartier de l’Amphithéâtre, février 2009.

La première pierre a été posée le 7 novembre 2006 par Claude Pompidou, épouse de Georges Pompidou. Le centre s’inscrit dans un projet d’urbanisation du quartier de l’Amphithéâtre au lieu d’anciennes friches ferroviaires. Engagé par Metz-Métropole, le nouveau quartier est dédié aux affaires, au commerce et à l’habitation, dans une démarche de haute qualité environnementale (HQE).
L’architecture de l’édifice est inspirée d’un chapeau chinois traditionnel acheté par Shigeru Ban à la Maison de la Chine dans le quartier de Saint-Germain-des-Prés à Paris.
Le budget total de l’opération se monte à 69,33 millions d’euros hors taxes en 2009. Il comprend 51,66 millions € hors taxes pour les travaux de construction du bâtiment et 17,67 millions € hors taxes pour les honoraires, le mobilier, les aménagements intérieurs et extérieurs et les frais divers. La communauté d’agglomération de Metz-Métropole finance majoritairement le projet à hauteur de 43,33 millions €. Les autres financements proviennent de l’État (4 millions €), de l’Union européenne à travers le plan Feder (2 millions €), de la région Lorraine (10 millions €) et du département de la Moselle (10 millions €).
Metz-Métropole a présenté en avril 2010 le montant définitif des travaux du centre Pompidou-Metz :
- travaux du marché : 54 417 721,30 €
- coût des assurances décennales : 3 220 753,89 €
- coût total des travaux : 65 083 594,67 € TTC

### Maison du projet du centre Pompidou-Metz
Ouverte au public en 2006, la maison du projet du centre Pompidou-Metz, aura accueilli en un peu plus de trois ans, plus de 100 000 visiteurs de 50 nationalités différentes jusqu’à sa fermeture, le 4 octobre 2009. Plus de 800 visites de groupes y ont été organisées. Dessinée par Shigeru Ban et Jean de Gastines, sa forme rappelle les structures « à compas » développées par Jean Prouvé. Prenant appui sur deux conteneurs, deux pans de toitures symétriques sont soutenus à leur point de jonction par quatre poteaux en V inversés. Un vitrage intégral caractérise la façade d’entrée donnant à voir aux visiteurs depuis l’extérieur le contenu présenté à l’intérieur : visuels, maquettes, vidéos, ainsi que des échantillons de matériaux du futur bâtiment. Implantée aux abords immédiats du futur centre Pompidou, elle offrait un point de vue privilégié sur le chantier de construction grâce à un belvédère accessible par un escalier.
La ville de Metz met en ligne les images du chantier en direct, à partir d'une caméra fixe,.
L’exposition de la maison du Projet s’est renouvelée en mai 2009 avec la manifestation Constellation. Elle proposait un double regard sur l’histoire du centre Pompidou parisien inauguré en 1977 et le projet du centre Pompidou-Metz. Les deux projets se faisaient face : une maquette de Renzo Piano et Richard Rogers, ainsi que des archives inédites sur le concours architectural et l’ouverture en 1977, étaient présentées face à des maquettes et des prototypes du centre Pompidou-Metz.

### L’esprit du projet
Le centre Pompidou-Metz s’inscrit dans la vocation originelle du centre parisien : présenter et faire découvrir toutes les formes d’expression artistique, sensibiliser le plus large public aux œuvres majeures des XXe et XXIe siècles et dans le paysage culturel de l’Europe. Il a pour ambition d’être un grand centre d’expositions et d’initiatives artistiques, reflet de la création contemporaine.

### Manifestation «Constellation»
En attendant l’ouverture du centre Pompidou-Metz, la manifestation « Constellation », organisée en coopération avec de nombreux partenaires culturels, a permis de découvrir du 15 mai au 4 octobre 2009, des œuvres majeures de la collection du centre Pompidou, dans des lieux phares du patrimoine et de la vie culturelle de l’agglomération messine et de la Grande Région. Des artistes de renommée internationale ont conçu des projets spécifiques pour l’occasion. La manifestation a ainsi mis en lumière le patrimoine architectural créé depuis 1905. Son lancement a été marqué par trois jours d’évènements culturels entièrement gratuitsles 15, 16 et 17 mai avec des concerts, performances, conférences, et projections. Le 15 au soir, c'est le groupe The books ainsi que l'artiste Aphex Twin qui ouvrent la scène. La soirée du 16 se déroulera autour du centre Pompidou-Metz dans le parc de la Seille, avec un spectacle pyrotechnique du Groupe F sur une composition musicale de Scott Gibbons précédée d’une représentation de Ryoji Ikeda avec son œuvre Datamatics 2.0 et d’un concert d’Étienne de Crécy.

### L’exposition inaugurale «Chefs-d’œuvre?»
L’exposition inaugurale, intitulée « Chefs-d’œuvre ? », rassemble plus de 800 œuvres issues, pour la plupart, des collections du centre Pompidou. Elle occupe tous les espaces d’exposition du bâtiment soit environ 5 000 m2. Parcourant le XXe siècle et les champs de la création (peinture, sculpture, installations, arts graphiques, photographie, vidéo, œuvres sonores, cinéma, architecture, design, etc.), elle se propose tel un questionnement sur la notion de chef-d’œuvre, notion souvent écartée par les artistes et le public lorsque l’on aborde l’art du XXe et XXIe siècles.
Parmi les œuvres présentées lors de l’inauguration, sont visibles La Femme à la guitare de Georges Braque, La Tristesse du roi d’Henri Matisse, L’Aubade, Nu couché et musicien de Pablo Picasso, Roue de bicyclette, de Marcel Duchamp, et le magasin de Ben, de Ben.
Cette exposition inaugurale laissera progressivement place à une rotation régulière d’expositions temporaires, au rythme de quatre à six par an, de formes variées, s’appuyant notamment sur des prêts d’œuvres de la collection du centre Pompidou, d’institutions publiques nationales et internationales, de collections particulières et des commandes spécifiques à des artistes. Le centre Pompidou-Metz a aussi la possibilité d’accueillir ou de coproduire de grandes expositions internationales itinérantes.

## Gestion

### Présidence du centre Pompidou-Metz
- 2010-2014 : Laurent Le Bon[15]
- 2014-2019 : Emma Lavigne[16]
- Depuis 2019 : Chiara Parisi[17]

## Expositions temporaires

### L'exposition «Chagall, le passeur de lumière»
L'exposition du 21 novembre 2020 au 30 août 2021 est consacrée à Marc Chagall, explorant l’importance du vitrail dans l’œuvre de l’artiste. Elle présente les maquettes des vitraux réalisés pour de nombreux édifices entre 1958 et 1984, dans la région Grand Est, la Mayence, le sud de la France et à l’international mises en correspondance avec un ensemble de peintures, sculptures, céramiques et dessins.
Les vitraux de Chagall pour la cathédrale de Metz sont le premier grand ensemble de vitraux qu'il réalise entre 1959 et 1968 en collaboration avec Charles Marcq, directeur de l'atelier Jacques Simon de Reims et son épouse Brigitte Simon qu'ils l'accompagneront dans toutes ses créations de vitraux.
Elle est conçue en partenariat avec le musée national Marc Chagall de Nice, où elle sera présentée dans une version renouvelée fin 2021. Le commissariat est effectué par Elia Biezunski, chargée de mission auprès de la directrice, aidée de la chargée de recherches, Bénédicte Duvernay.

### Aerodream. Architecture, design et structures gonflables, 1950-2020
L'exposition du 30 janvier 2021 au 23 août 2021 en coproduction avec la Cité de l’architecture et du patrimoine, révèle la dimension humaine du « pneumatique », des premières exploitations industrielles et militaires (dirigeables, ballon-sonde, ensembles flottants et leurres gonflables...) aux expériences développées par des nombreux artistes, designers et architectes.
Les commissaires sont :
- Frédéric Migayrou, directeur adjoint au musée national d’Art moderne – Centre de création industrielle, centre Pompidou
- Valentina Moimas, conservatrice au service architecture au musée national d’Art moderne – Centre de création industrielle, centre Pompidou.

### Des Mondes construits. Un choix de sculptures du centre Pompidou
L'exposition présente du 22 novembre 2019 au 23 août 2021 présente des pièces majeures de la collection du centre Pompidou de sculpteurs modernistes qui interroge l’éclosion de l'abstraction au début du XXe siècle, puis sa critique et, enfin, sa déconstruction contemporaine.
Les commissaires sont:
- Bernard Blistène, directeur du musée national d’Art moderne
- Jean-Marie Gallais, responsable du pôle programmation du centre Pompidou-Metz
- Hélène Meisel, chargée de recherche et d’exposition au centre Pompidou-Metz

### Mimèsis. Un design vivant
L'exposition présente du 11 juin 2022 au 06 février 2023 est consacrée à l'évolution de la nature dans le design. Plusieurs approches sont évoquées comme le biomorphisme moderne, le biomimétisme, la biofabrication ou encore la recréation du vivant à travers le design numérique.
Les commissaires sont :
- Marie-Ange Brayer, conservatrice, chargée du design et de la prospective industrielle, musée national d’Art moderne-CCI, centre Pompidou
- Olivier Zeitoun, attaché de conservation, centre Pompidou.

## L’édifice

### Architecture
L’édifice s’inscrit dans un vaste hexagone dont les côtés sont marqués par les trois galeries traversantes auto-portées. Chaque galerie mesure 80 m de long, 7 m de haut et 15 m de largeur. La symbolique de l’hexagone se retrouve également dans la charpente.
Après plusieurs atermoiements liés aux contraintes budgétaires et techniques, la réalisation ayant été remise en cause en 2004, le projet subit des réductions de surfaces, la proposition originelle de Shigeru Ban étant elle-même majorée de 10 à 15 % par rapport au programme de concours. Le projet final est quelque peu compacté. Le restaurant n’occupe plus la 3e terrasse. Pour des raisons réglementaires, l’eau recueillie dans les pieds de la charpente est captée par des conduits transparents.

### Galeries d'expositions
Le centre dispose de trois galeries d’exposition :
- la première galerie, à 7 m du sol, ouvre une vue à l'ouest sur le parvis du centre avec en arrière-plan le bâton de pèlerin de l’église Sainte-Thérèse ;
- la seconde galerie, à 14 m du sol, ouvre une vue nord-ouest sur la gare de Metz ainsi que le quartier impérial. La vue sur le Sud-Est offre une vue sur le parc de la Seille et la colline de Queuleu ;
- la troisième et dernière galerie, à 21 m du sol, ouvre une vue au Nord sur le centre-ville et la cathédrale de Metz, tandis que la vue vers le sud ouvre sur le quartier de l’Amphithéâtre.

L’espace de connexion de ces trois galeries est surmonté d’une terrasse à 37 m du sol, supportant une flèche de structure métallique dont le point culminant est à 77 m, en référence à l’année de l’ouverture du centre Pompidou à Paris en 1977.

### Structure
La structure comprend trois parties :
- La structure en béton comprenant :
  - Les trois galeries constituées de voiles en béton armé, en encorbellement, supportant des planchers mixtes acier-béton ;
  - Le bâtiment annexe ;
  - Le studio.
- Le pylône métallique sur lequel est suspendue la toiture du bâtiment. Le pylône se termine en mât d’une hauteur de 77 m qui représente l’année de création du centre Pompidou Paris.
- La toiture faite d’une charpente en bois suspendue au pylône métallique et en appui sur des poteaux-tulipes, protégée par une toile en fibre de verre recouverte de téflon.

#### Structure en béton armé
La structure en béton armé a été réalisée par l’entreprise Demathieu & Bard. Les études de structure ont été faites par le bureau d’études CTE SA de Mulhouse.

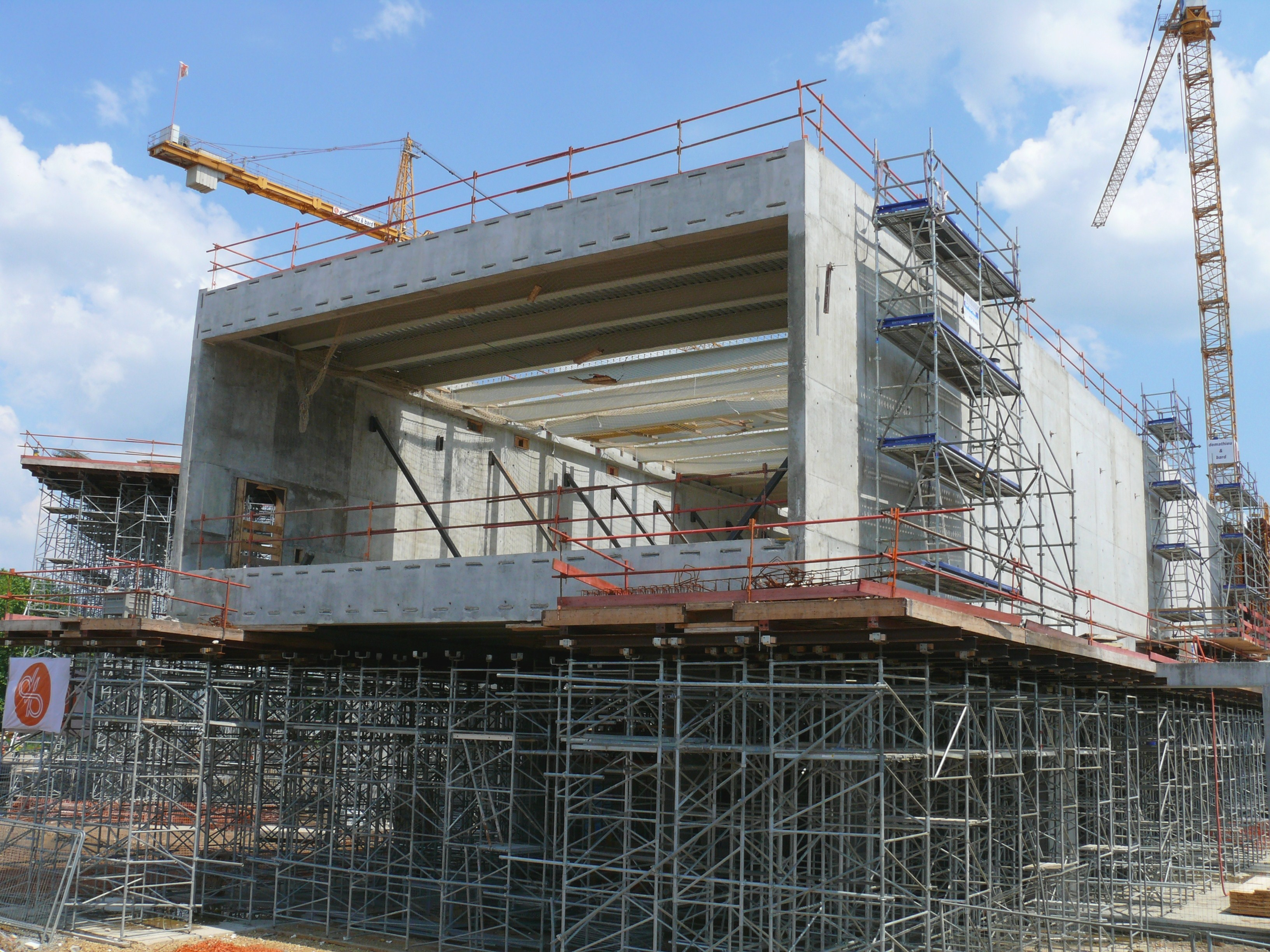
Réalisation de la première galerie sur étaiement
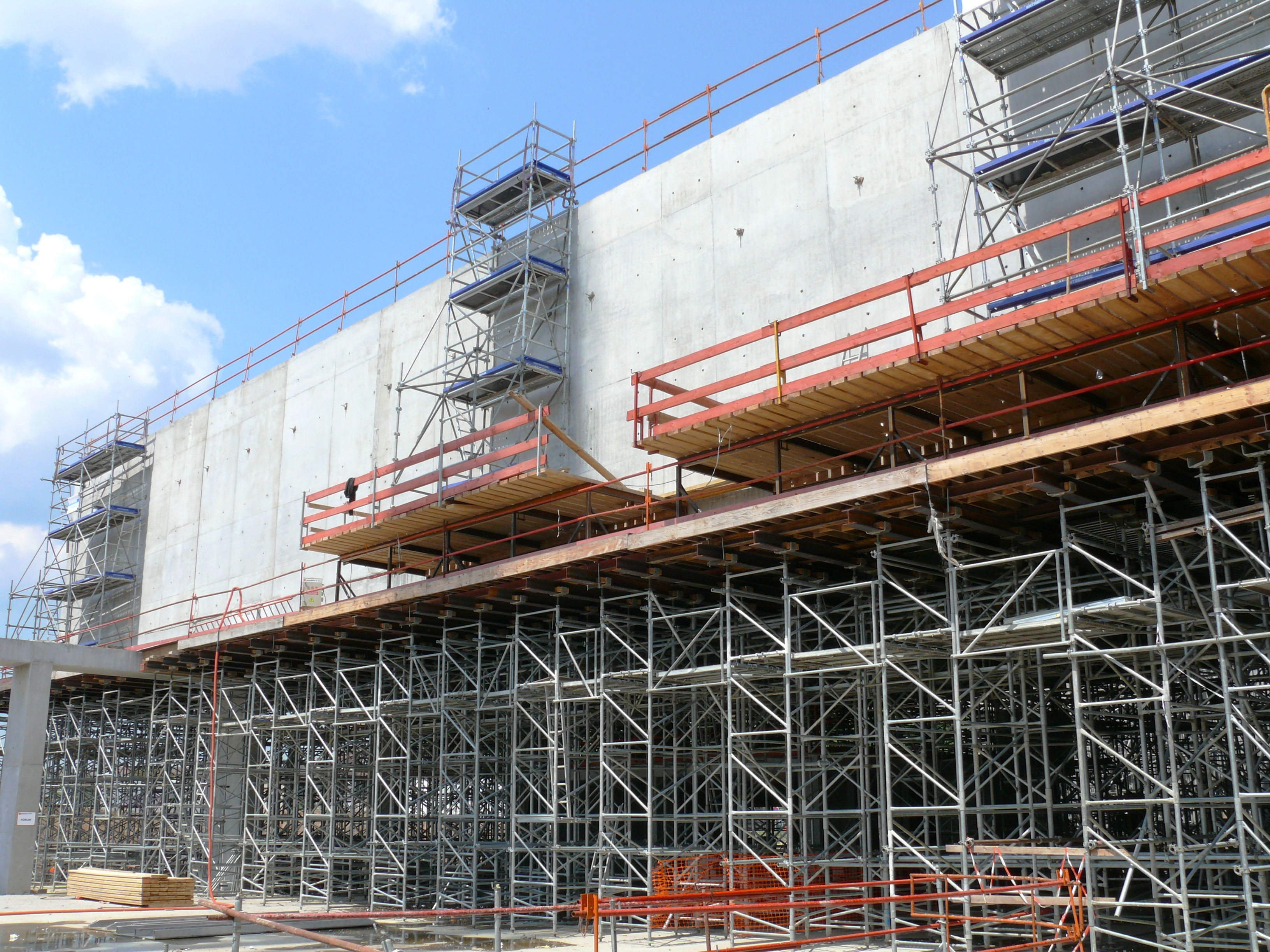
Réalisation de la première galerie sur étaiement
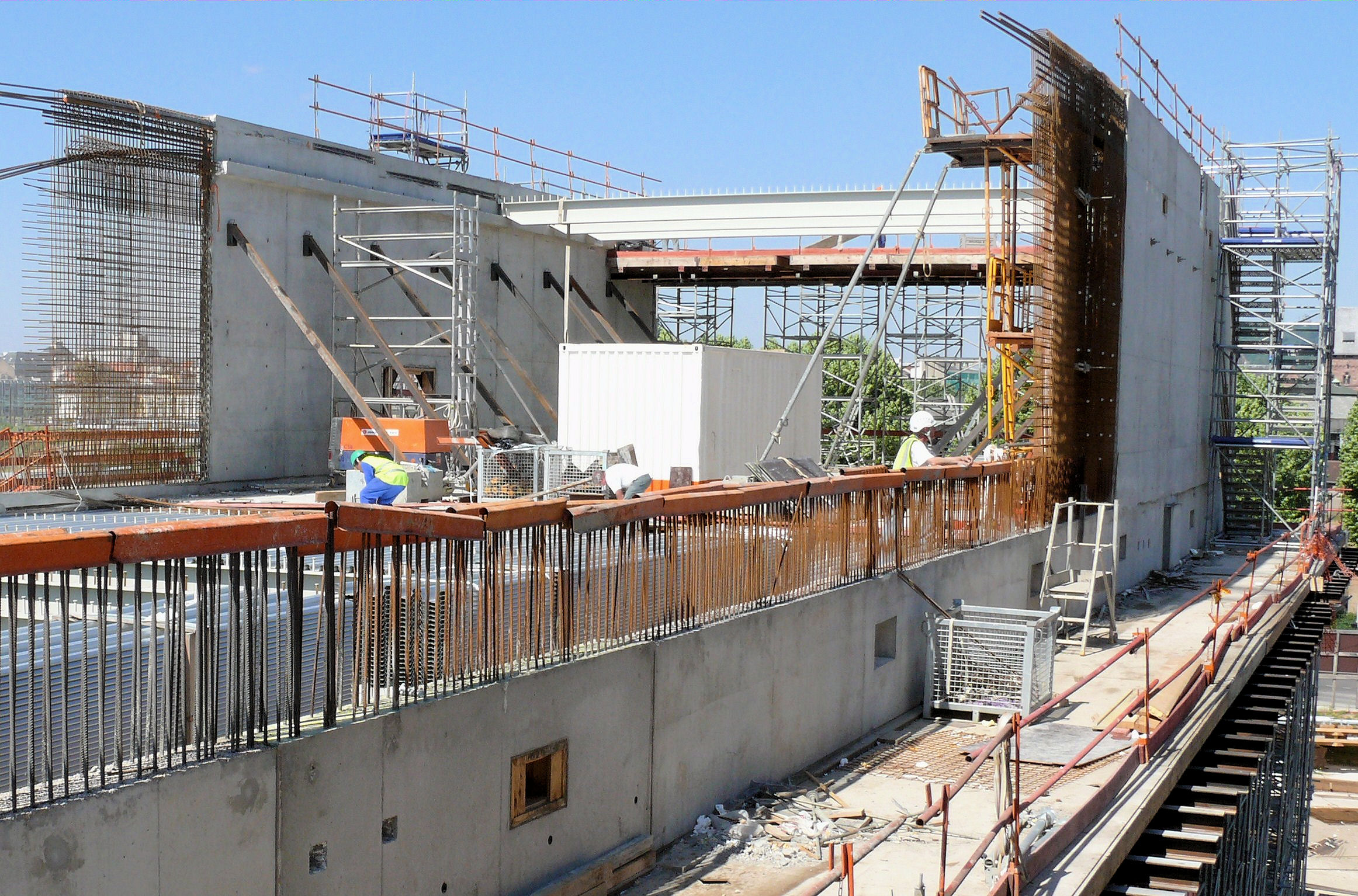
Réalisation d’une galerie
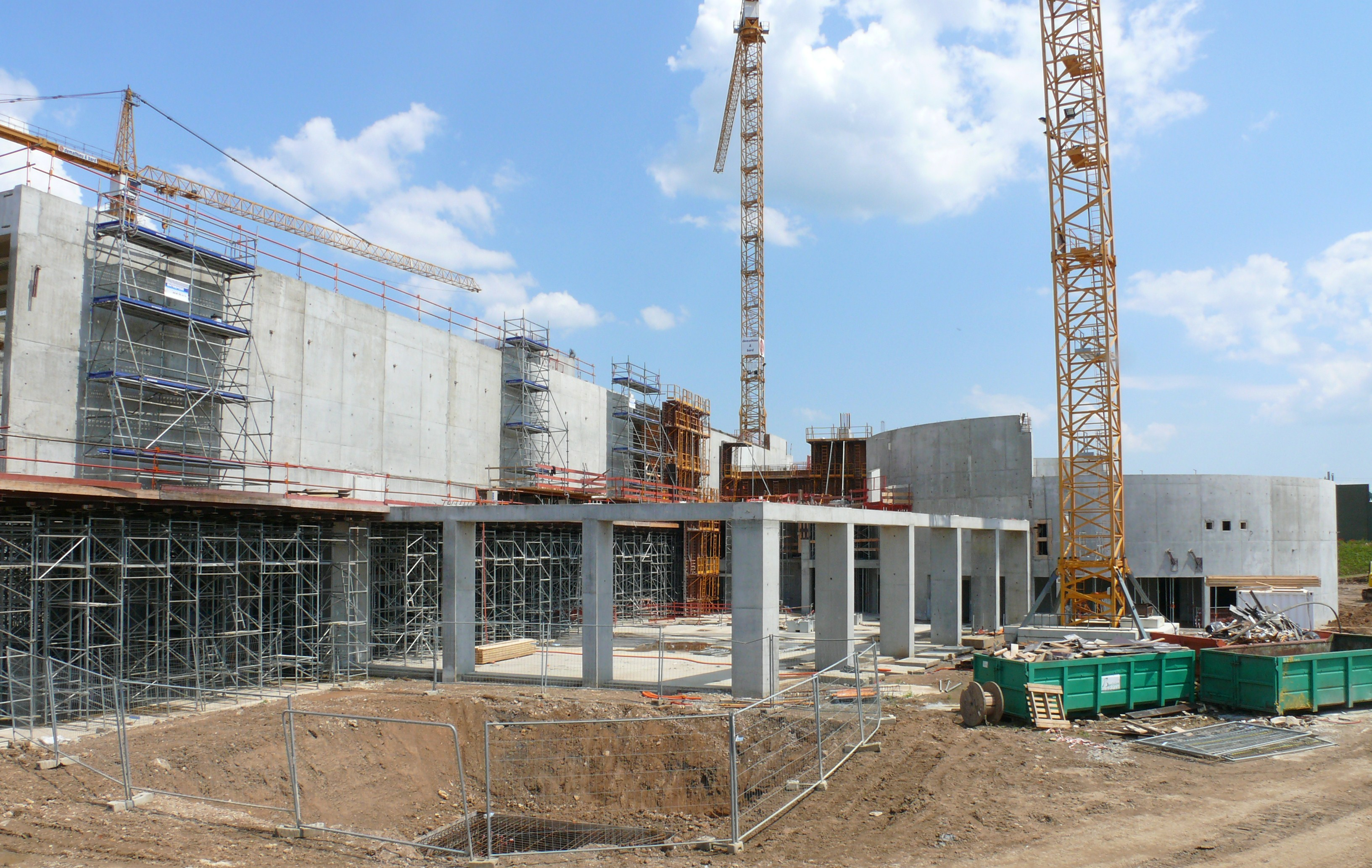
Fin de la réalisation de la galerie 1 et du studio de création
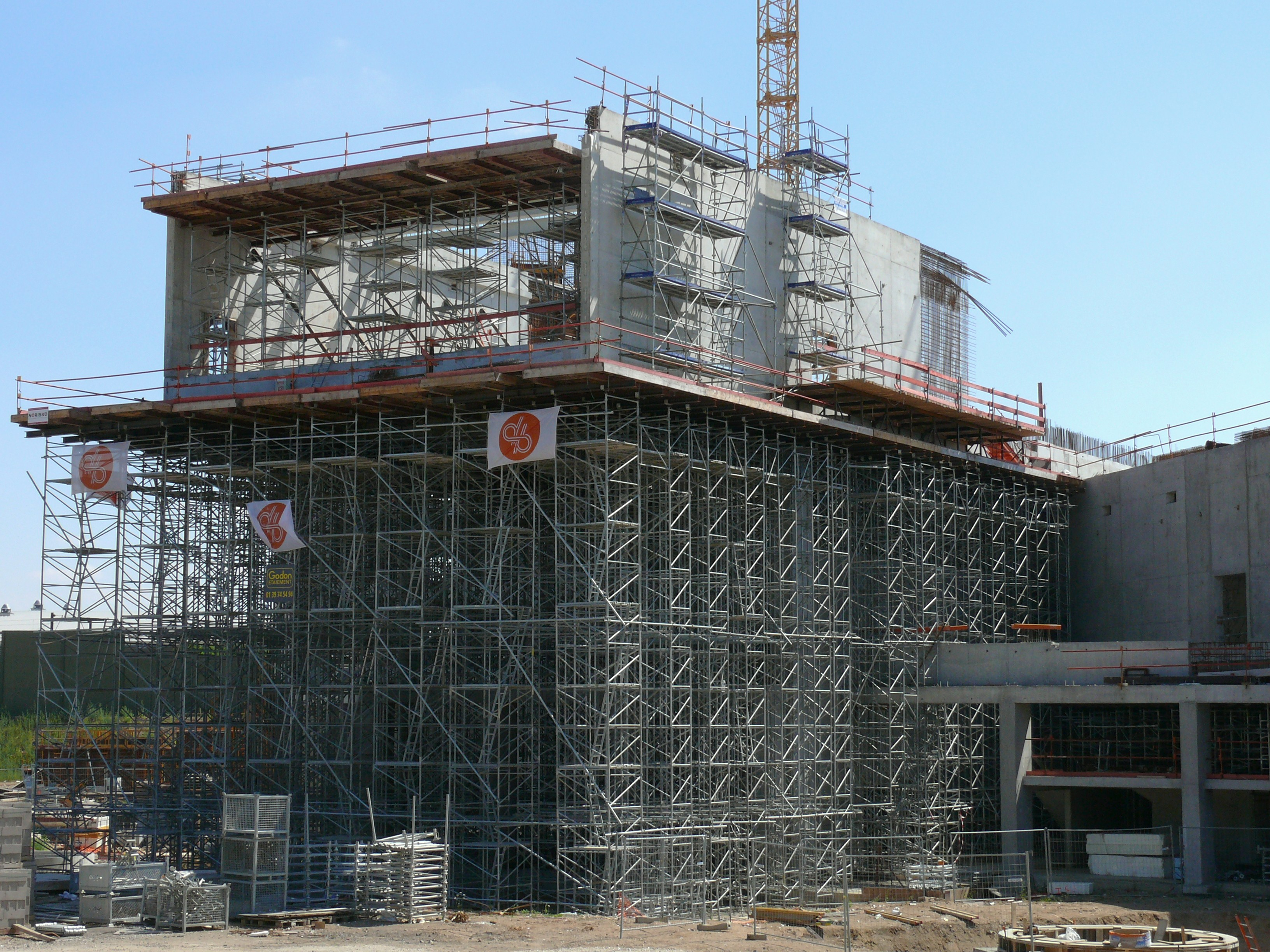
Réalisation de la deuxième galerie sur étaiement en juillet 2008
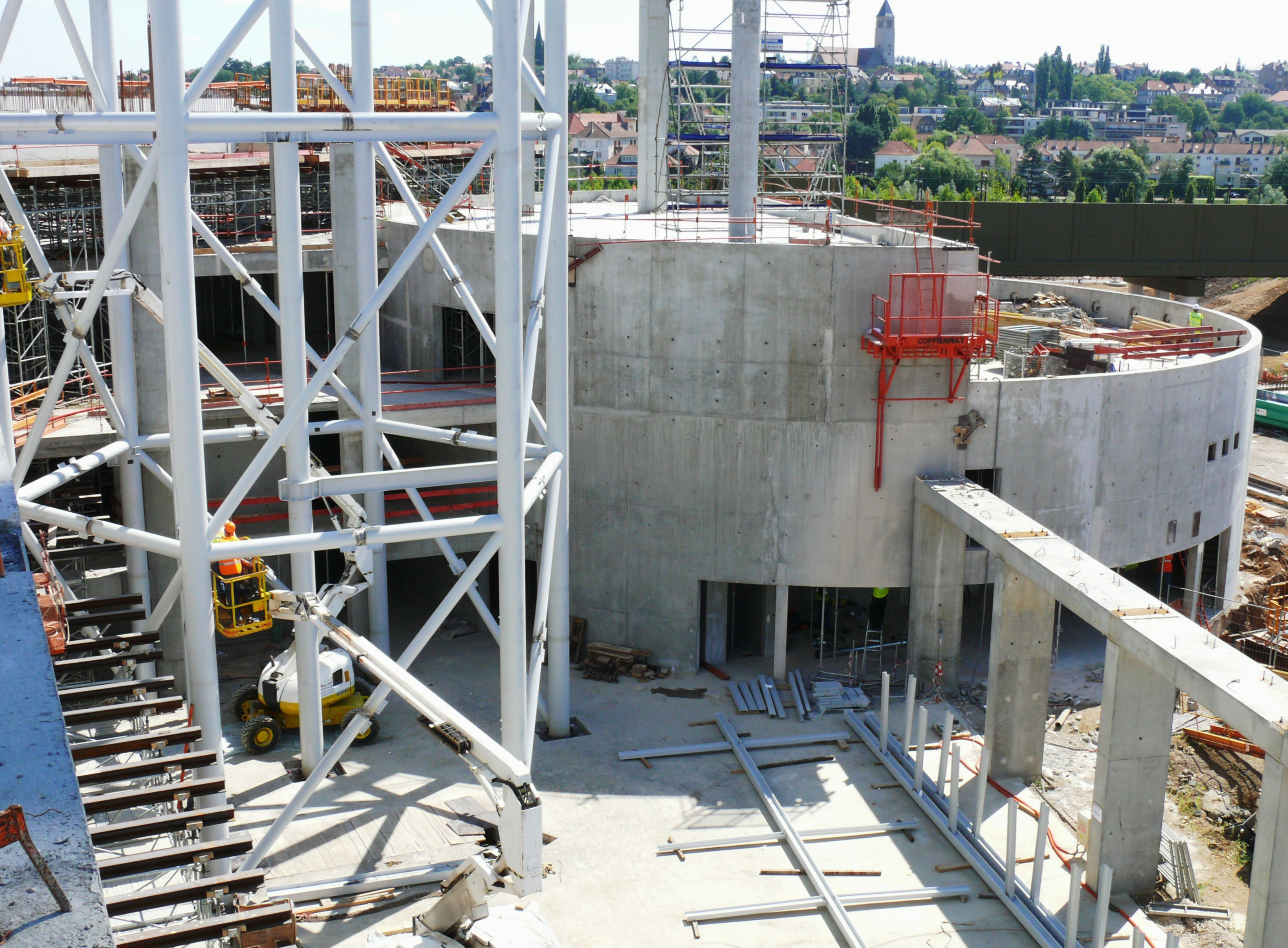
Studio de création et premier montage du pylône
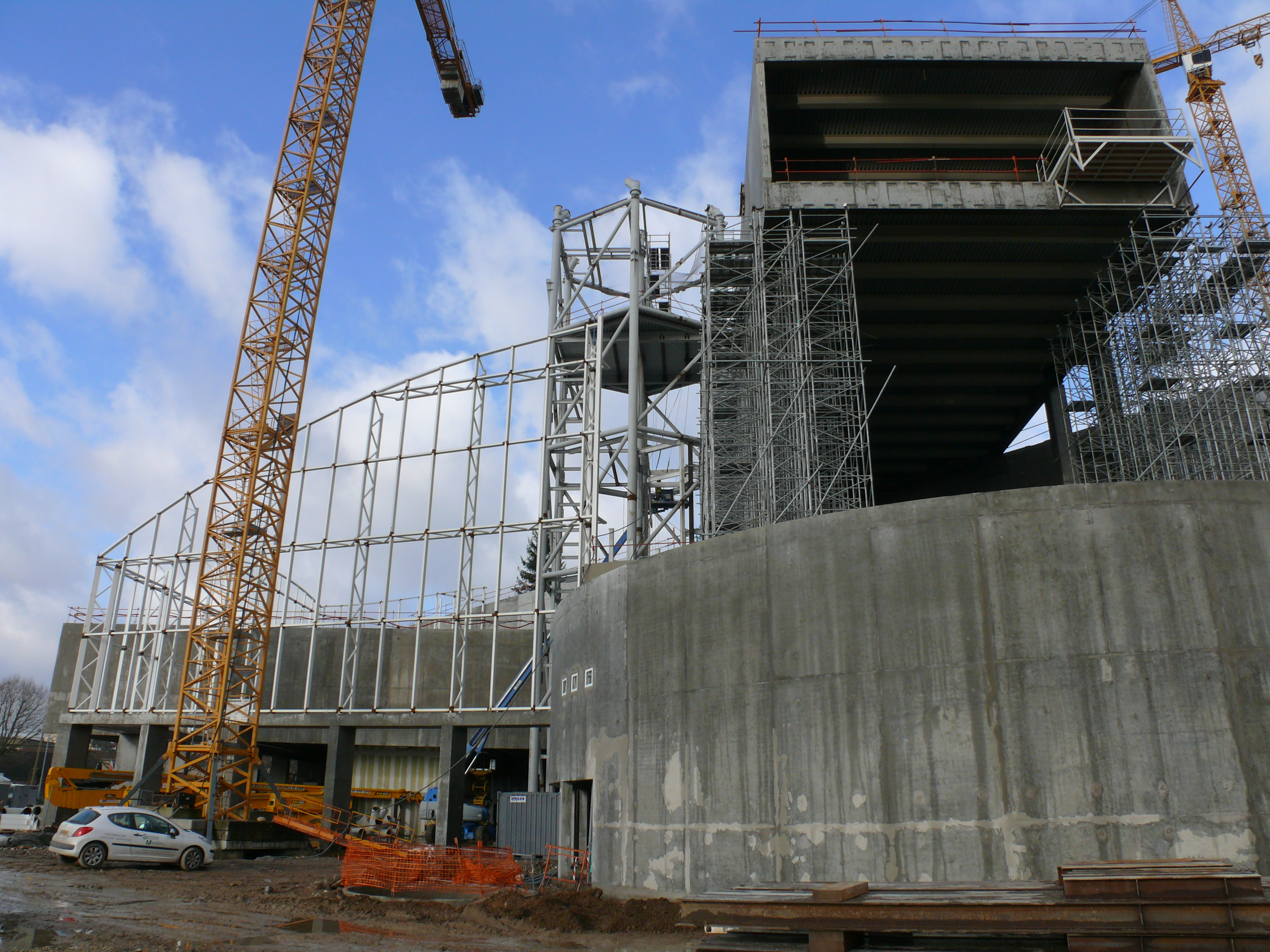
Réalisation de la troisième galerie au-dessus du studio de création en décembre 2008
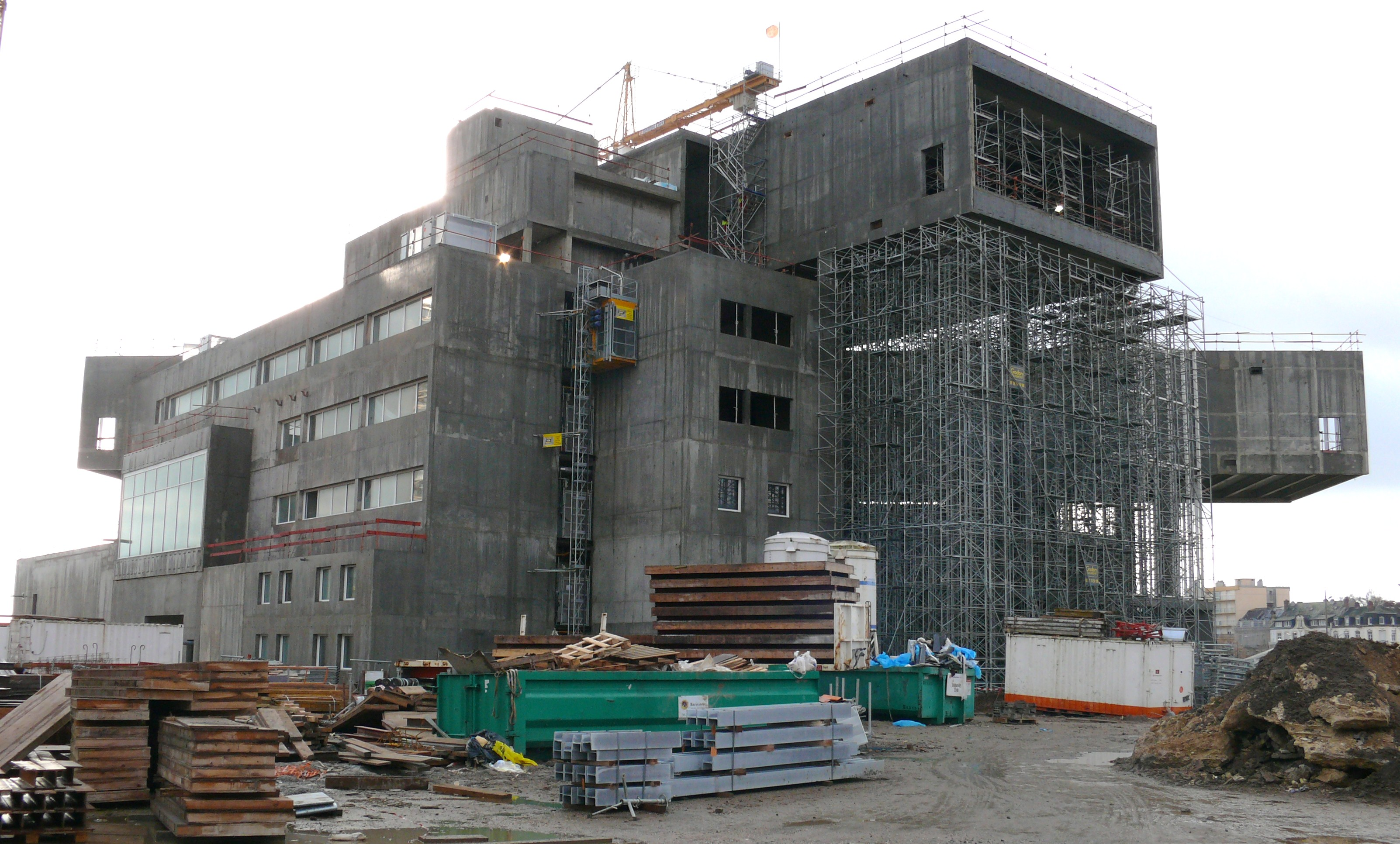
Fin de la construction de la structure en béton, fin décembre 2008
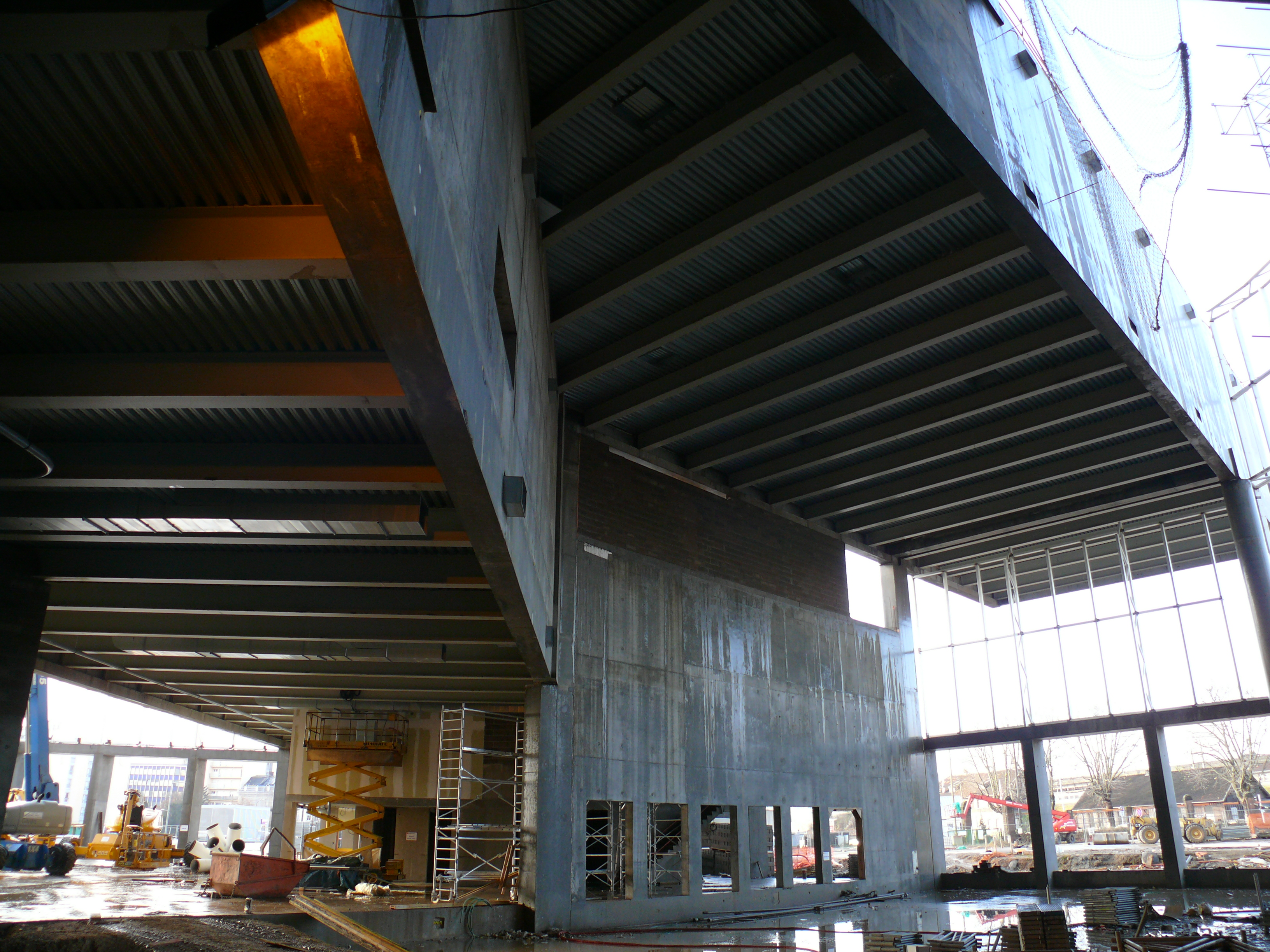
Sous-faces des planchers des deux galeries au-dessus du forum
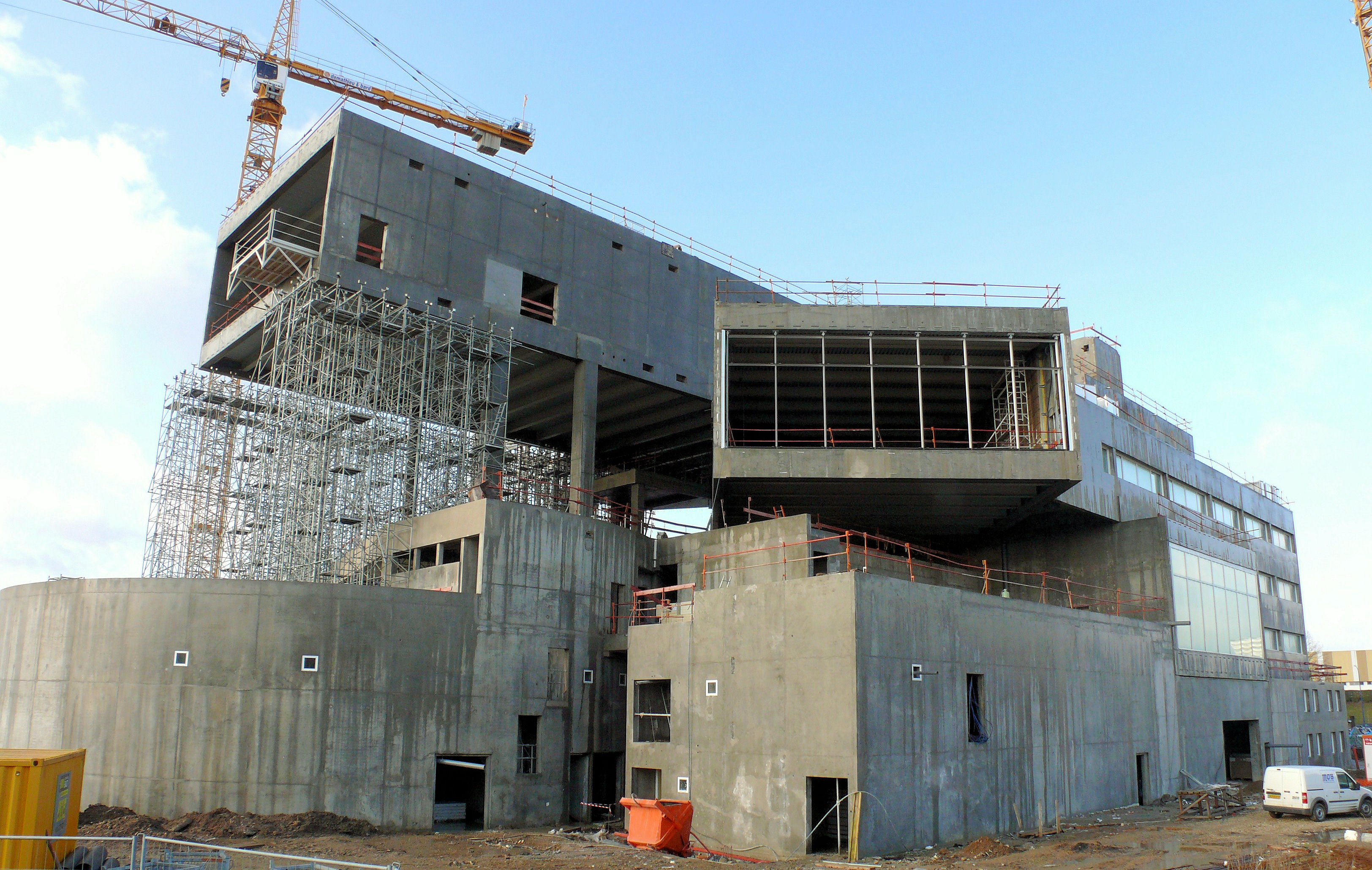
Fin de la réalisation de la structure en béton, fin décembre 2008

#### Pylône métallique
La structure métallique, pylône central et anneaux métalliques autour des galeries reprenant la structure bois, a été réalisée par l’entreprise Viry.

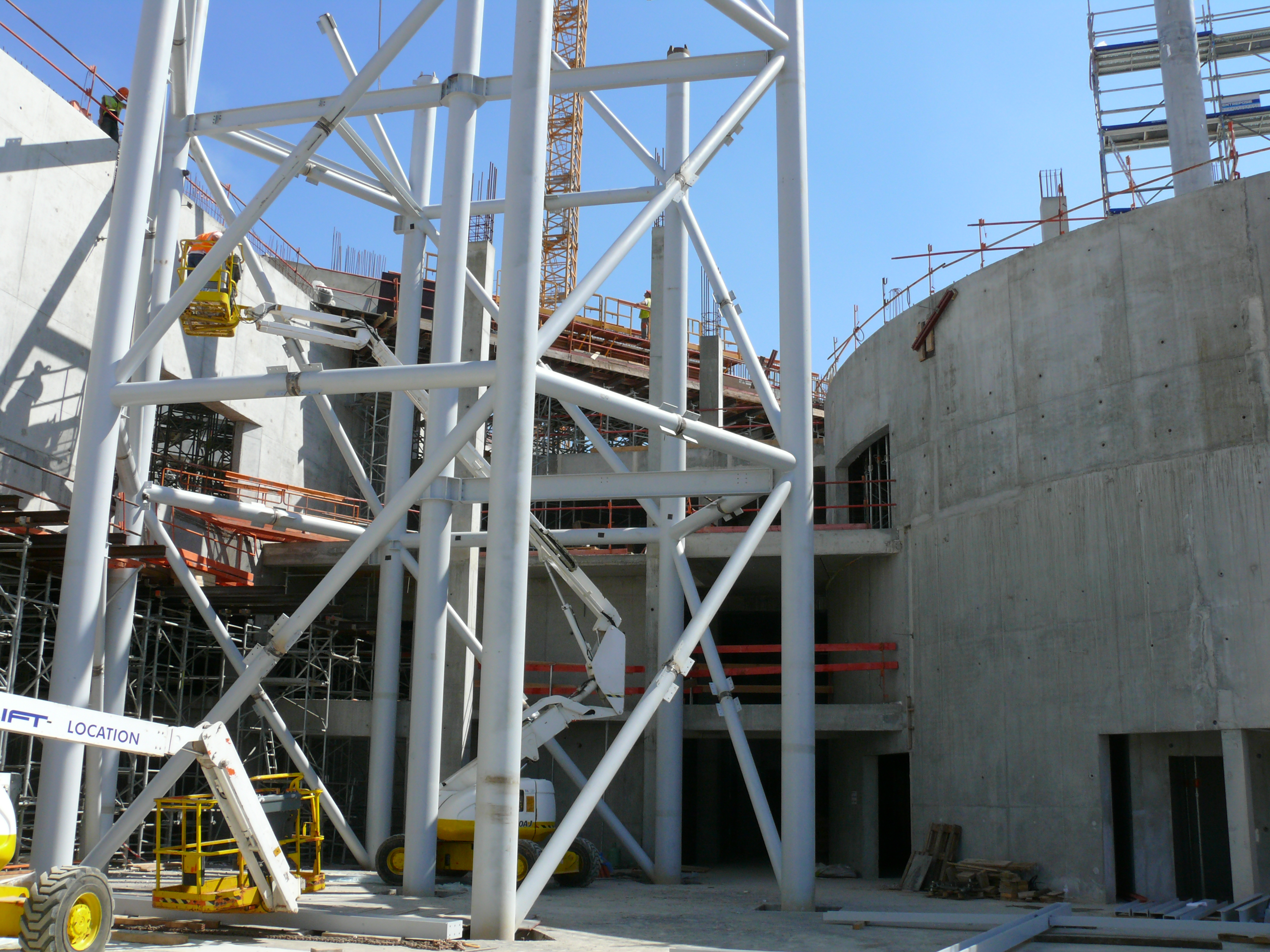
Premier montage du pylône
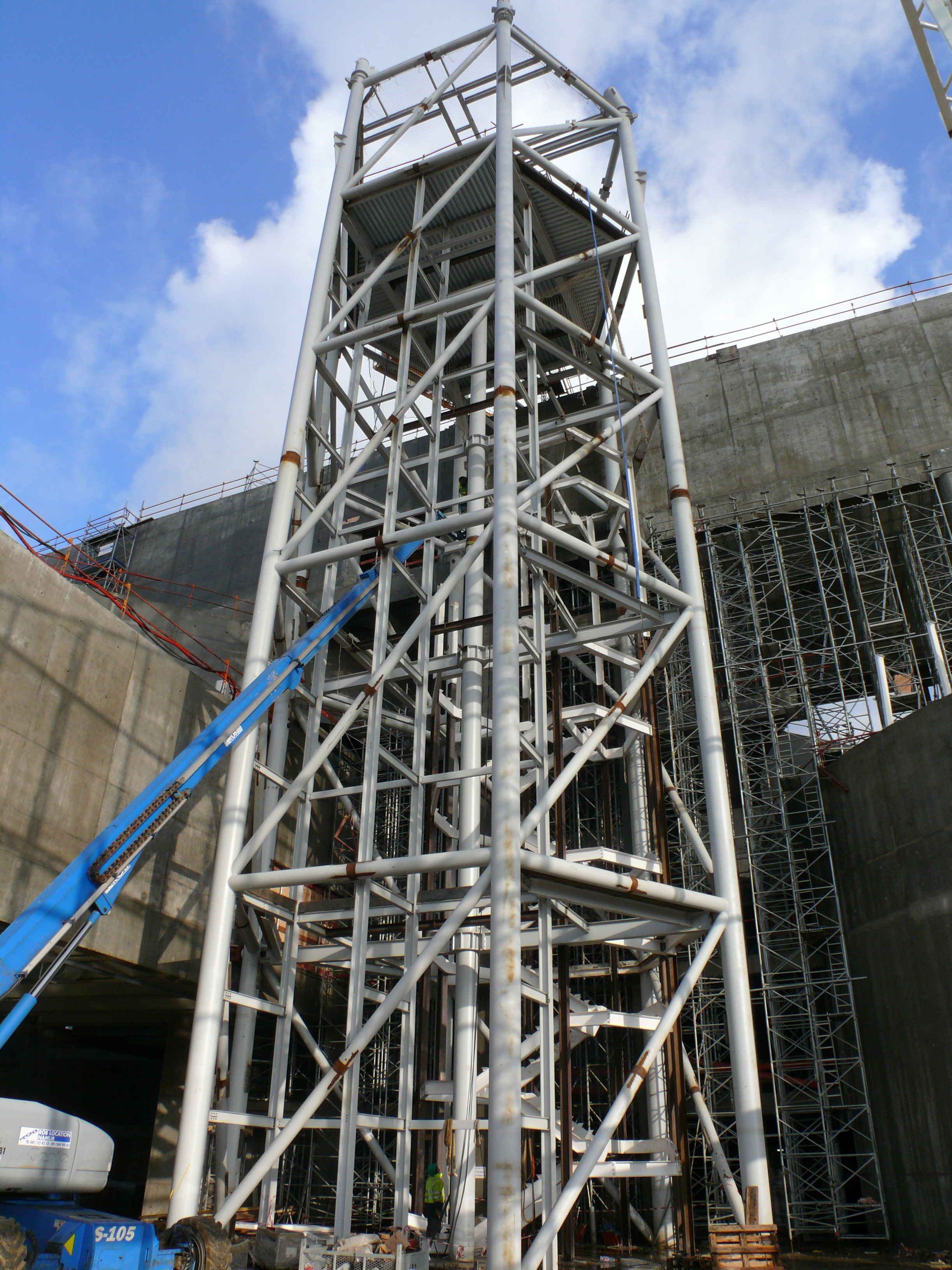
Pylône métallique en décembre 2008

#### Charpente en bois
La charpente en bois, terminée en juillet 2009, consiste en un assemblage innovant et inédit, composé de seize kilomètres de poutres d’épicéa en lamellé-collé qui s’entrecroisent pour former un maillage hexagonal. Elle est recouverte d’une membrane en fibre de verre enduite de téflon qui a la particularité d’être « auto-nettoyante », de protéger des rayons du soleil tout en offrant une transparence la nuit.
D’après Shigeru Ban, un chapeau chinois acheté à Paris, lui aurait inspiré le concept de la structure architectonique faite de résille et de l’entrelacs des fibres. Ce maillage donne en plan une grille d’éléments triangulaires et hexagonaux inscrite dans l’hexagone qui se projette au sol. Déformée, la trame comme la pointe du chapeau est liée au pylône métallique, au sol par des appuis appelés pieds-tulipes et au niveau de passages nécessaires autour de la galerie 1 ou à travers les galeries 2 et 3.
La charpente a été réalisée par l’entreprise Holzbau Amann Gmbh sur une variante structurelle faite par Hermann Blumer et les études du bureau d’études suisse SJB.Kempter. Fitze AG avec l’avis de Dominique Calvi du bureau d’études du même nom situé aux Angles, dans le Gard, professeur au CHEC, section structures bois, et à l’ENSTIB et participant à la rédaction de l’Eurocode 5.

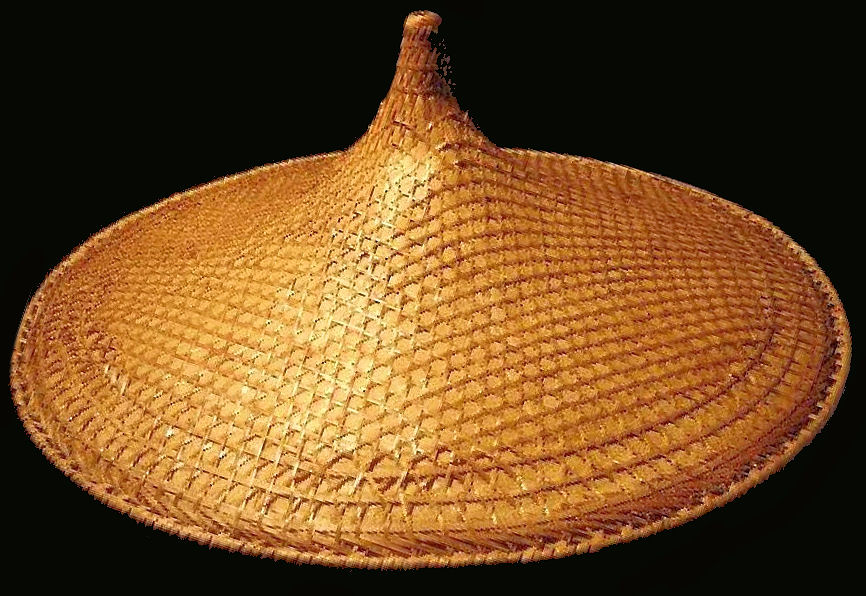
Chapeau chinois
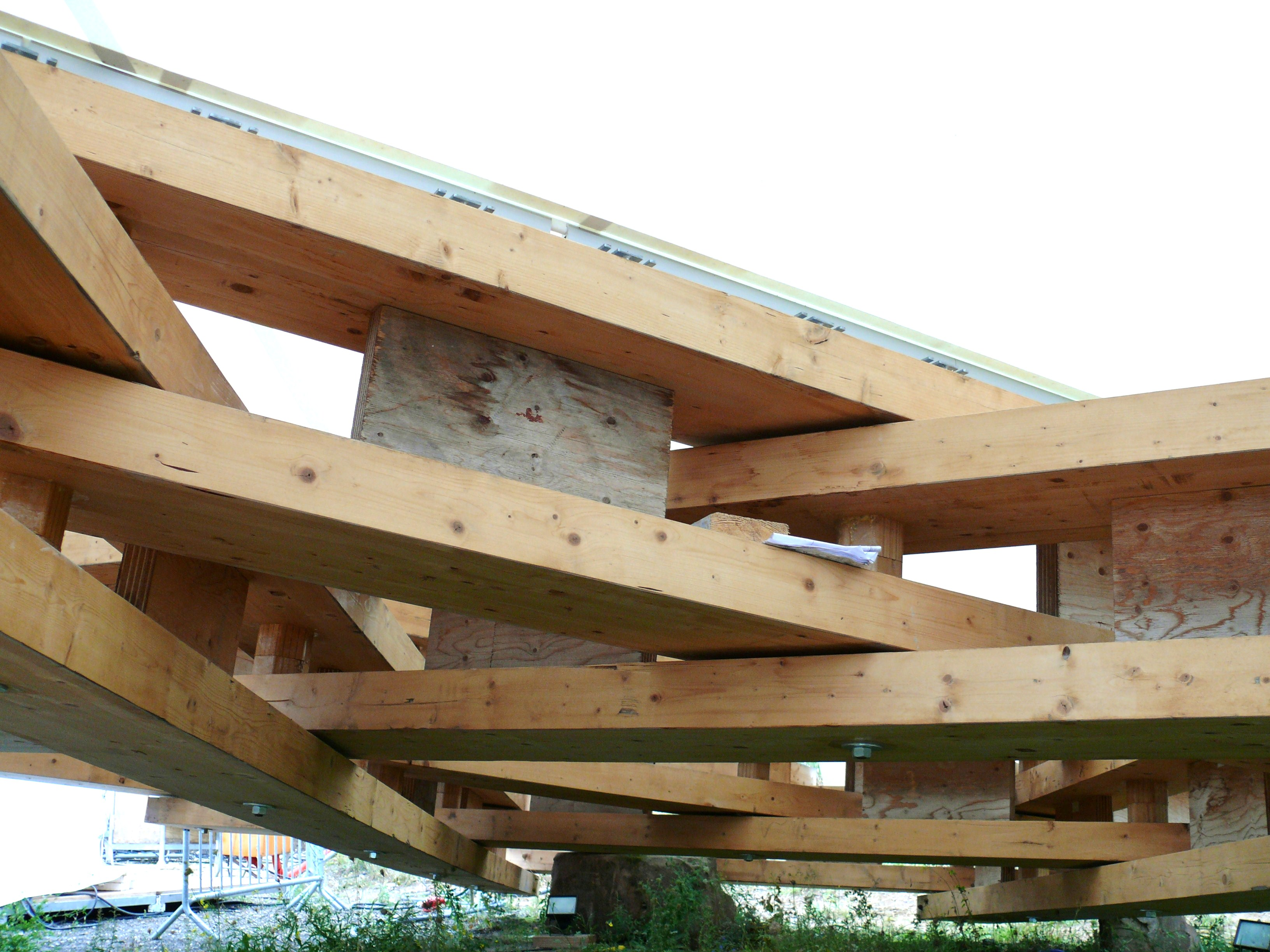
Principe de montage de la charpente
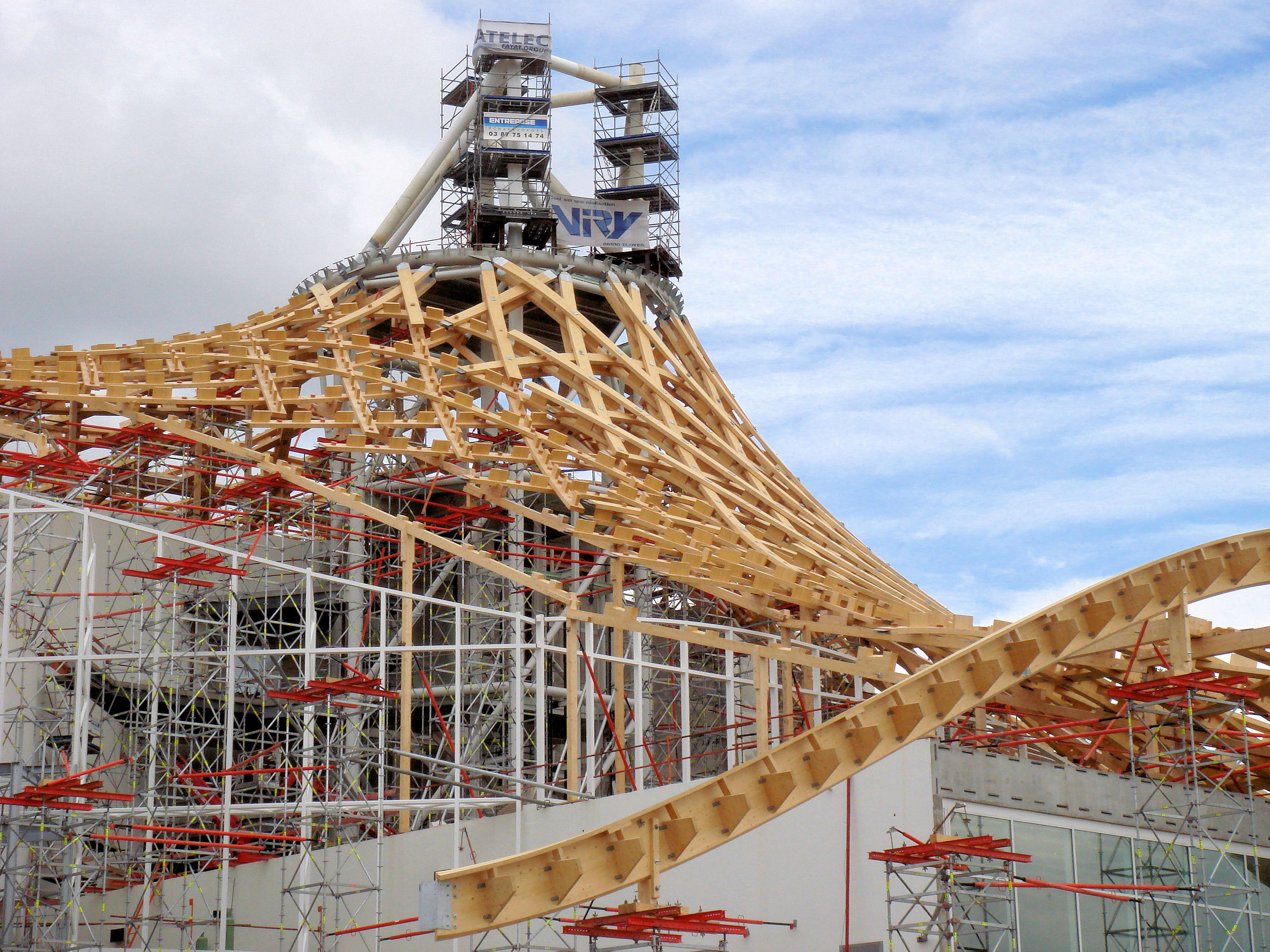
Montage de la charpente, juin 2009
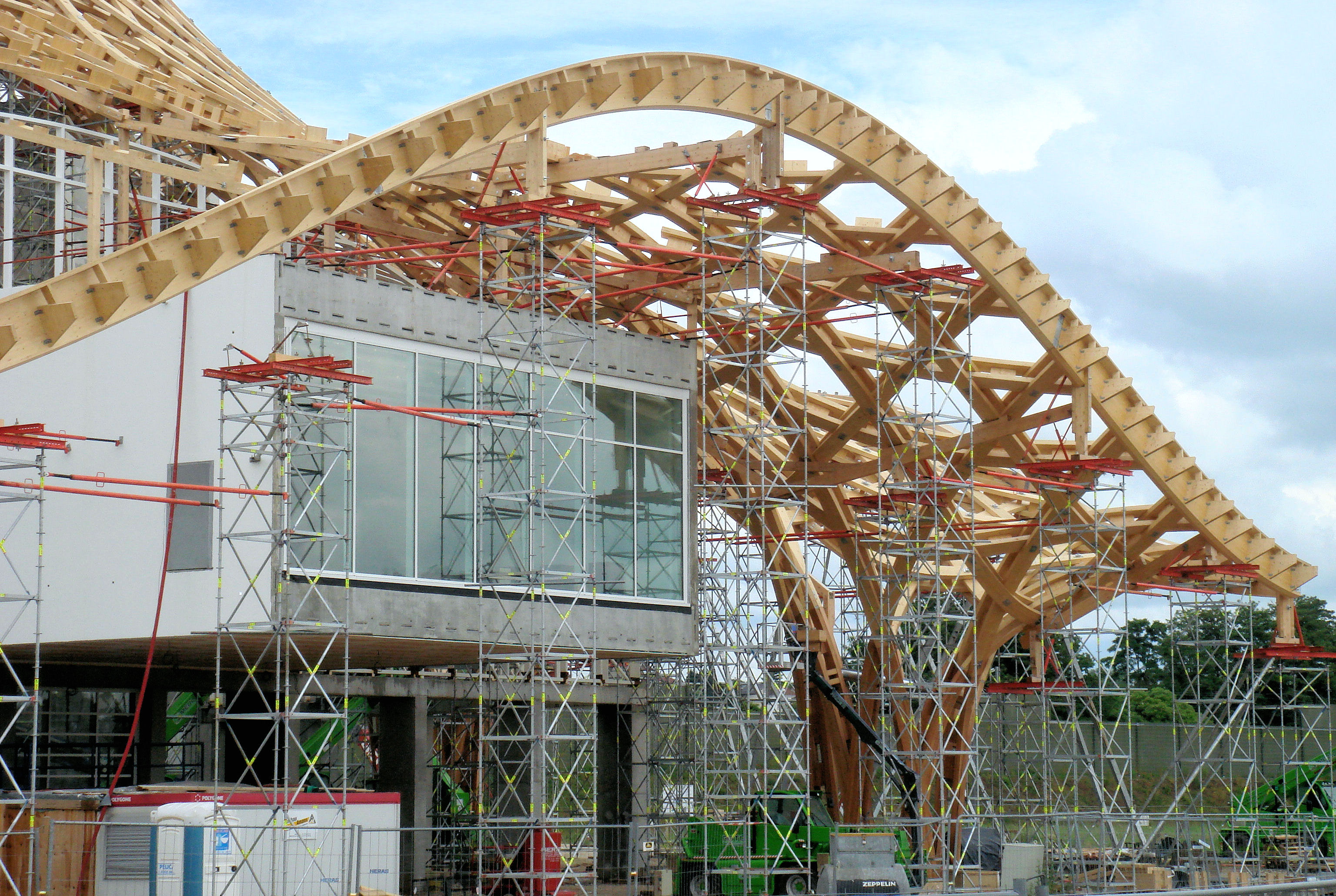
Charpente autour de la galerie 1 et pied-tulipe d’appui de la charpente
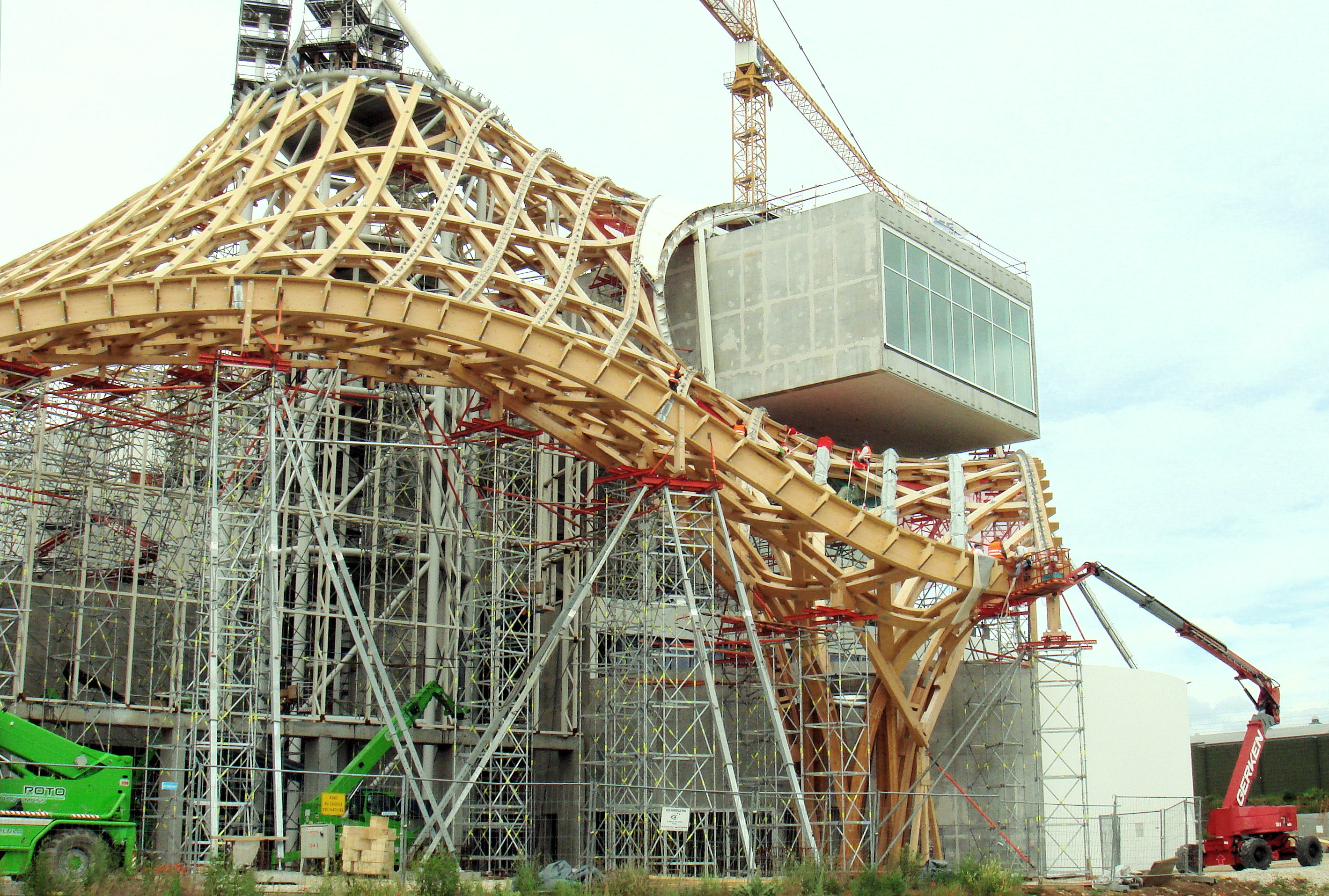
Montage de la charpente autour de la galerie 3 et début de la pose de la toile, juin 2009
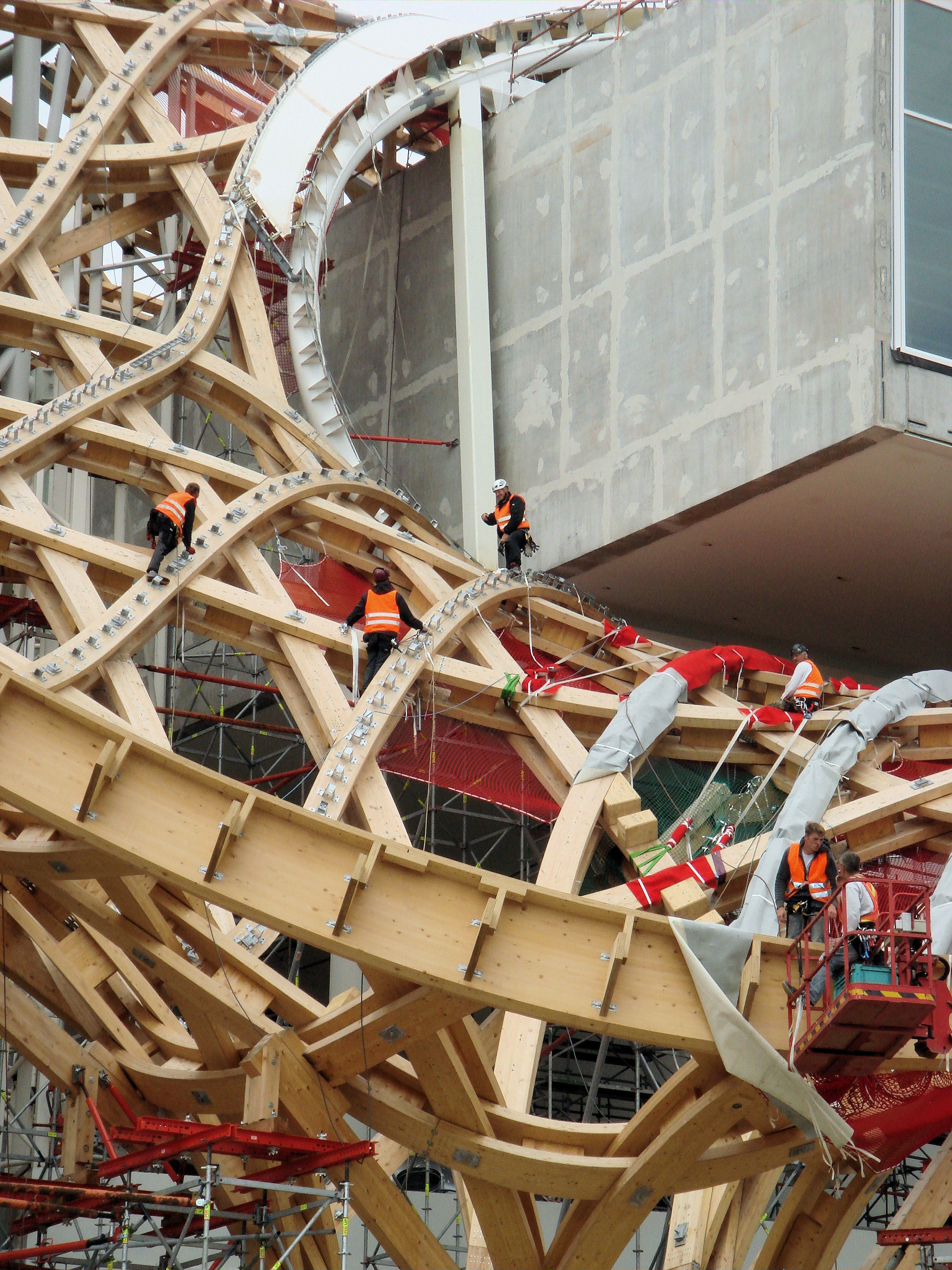
Montage de la charpente et des pièces de fixation de la toile

La conception de la charpente en bois est la partie la plus originale du projet et dont la mise au point a été la plus étudiée.
- Définition de la géométrie de la surface à l’aide du logiciel de modélisation informatique Rhino en respectant le projet des architectes, afin de vérifier qu’il ne puisse y avoir de partie où de l’eau stagnerait.
- Définition de géométrie spatiale des planches dans l’espace, respectant le dessin de leur projection horizontale suivant un treillis hexagonal et triangulaire.
- Définition des hypothèses de calculs et des règles de dimensionnement. Ce type de structure est originale et ne relevait des règlements français en cours au moment de l’étude. L’étude a été faite à partir des règles de l’Eurocode 5.
- Définition des charges climatiques : ces charges ont été déterminées à partir des essais en soufflerie faits par le Centre scientifique et technique du bâtiment (CSTB) dans la soufflerie climatique Jules-Verne de Nantes[30].
- Définition du mode de fonctionnement des liaisons entre les différents niveaux de la structure et le transfert des efforts,
- Essais et mise au point des pièces de liaison, des poutres et d’un ensemble de poutres avec comparaison entre les mesures faites au cours des essais, réalisés à l’École technique du bois de Bienne (Suisse), avec les résultats des calculs sur des modèles informatiques réalisés par SJB.Kempter.Fitze AG.
- Mode de fonctionnement des liaisons de la structure sur le pylône, sur les galeries et sur les pieds-tulipes. Le choix a été fait d’avoir des liaisons libres en rotation et rigides en déplacements.
- Finalement, la justification du dimensionnement de la charpente bois revient à l’étude d’un modèle de structure composé de 50 000 barres sous l’action de 200 cas de charges.

La particularité de cette ossature a été d’exiger une réalisation des planches à l’aide de machines à commande numérique dont les fichiers sont fournis par le bureau d’études et permettant de respecter une précision du millimètre.

#### Toile de la couverture
La charpente est entièrement recouverte par une toile en polytétrafluoroéthylène (PTFE) autonettoyante, qui est à base de téflon et de fibre de verre recouverts de dioxyde de titane (TiO2). Cette membrane d’étanchéité est accrochée au niveau de chaque « poteau-tulipe » par un anneau de contreventement en acier. Elle est réalisée par l’entreprise Taiyo Europe GmbH.
Durant les premiers jours de décembre 2010, au droit de l’un des poteaux munis de résistances et de fils chauffants devant assurer l’écoulement en cas de chutes de neige, l’accumulation de neige a causé une déchirure de près de 2,50 mètres dans la toile, au niveau de la jonction de la membrane avec l’anneau d'acier,. Cet incident, qui s’est produit au-dessus du sol extérieur, a semblé sans gravité, mais la toiture s’est à nouveau éventrée le 20 décembre, provoquant des infiltrations d’eau dans le bâtiment,. La toile s'est également déchirée en mars 2013, après de fortes chutes de neige. En décembre 2014, la toiture fait l'objet d'un nettoyage particulier en raison de son imprégnation de moisissures qui la font virer au vert.
Durant la phase préliminaire, en 2005, des essais en soufflerie à l’aide de canons à neige avaient été réalisés par le Centre scientifique et technique du bâtiment (CSTB).

## Influence sur la ville
Parmi les initiateurs du projet, que sont entre autres, Jean-Jacques Aillagon (anciennement ministre de la Culture et président du CNAC Pompidou), Jean-Marie Rausch (anciennement ministre, sénateur, président du conseil régional et maire de Metz), la ville de Metz et le conseil régional de Lorraine, mettent en avant les retombées positives escomptées par l’implantation d’un tel équipement à Metz, notamment sur le plan touristique. La référence mondiale du musée Guggenheim de Bilbao avec les conséquences bénéfiques sur une ville espagnole mise à mal par la crise industrielle des années 1980, est ainsi invoquée comme parangon.
Le chantier a favorisé l'activité d'entreprises locales, dont Est Ouvrages, spécialisée en ouvrages d'art, qui a réalisé les passerelles d'accès au centre.
Lors de la construction du parking souterrain du centre Pompidou, une fouille a été conduite à proximité immédiate de l'amphithéâtre de Metz permettant la mise au jour de nombreux vestiges datant du Ier siècle.
La ville de Metz située à équidistance de Luxembourg (Luxembourg), Sarrebruck (Allemagne) et Nancy, est inscrite dans une conurbation de 600 000 habitants (Metz-Thionville) et dans un bassin démographique transfrontalier de plus de 1 500 000 habitants (Sillon mosellan et Grande Région). Elle espère de la création du centre Pompidou un enrichissement de son patrimoine artistique, et plus largement, entend affirmer sa position de carrefour économique, logistique et surtout culturel parmi quatre pays européens que sont la France, la Belgique, le Luxembourg et l’Allemagne.
Le 4 novembre 2010, le centre enregistre son 500 000e visiteur, ce qui constitue un succès en termes de fréquentation supérieur aux prévisions qui se manifeste depuis l’ouverture.

## Fréquentation
| Année | Entrées gratuites | Entrées payantes | Total   |
| ----- | ----------------- | ---------------- | ------- |
| 2010  | 283 282           | 332 548          | 615 830 |
| 2011  | 264 960           | 287 040          | 552 000 |
| 2012  | 190 571           | 285 859          | 476 430 |
| 2013  | 221 162           | 113 838          | 335 000 |
| 2014  | 140 000           | 210 000          | 350 000 |
| 2015  | 132 286           | 198 430          | 330 716 |
| 2016  | 151 797           | 148 792          | 300 589 |
| 2017  | 176 542           | 169 007          | 345 549 |
| 2018  | 193 639           | 138 546          | 332 185 |
| 2019  |                   |                  | 303 608 |
| 2020  |                   |                  | 114 187 |

## Les dates clés du projet
- janvier 2003 : décision d’implantation du projet à Metz[47]
- mars 2003 : lancement du concours d’architecture
- novembre 2003 : choix du projet de Shigeru Ban et Jean de Gastines, avec Philippe Gumuchdjian
- septembre 2005 : obtention du permis de construire
- 2007-2009 : travaux de construction du centre Pompidou-Metz
- janvier 2010 : livraison du bâtiment
- 11 mai 2010 : inauguration par Nicolas Sarkozy
- 12 mai 2010 : ouverture au public

## Informations diverses
- 5 020 m2 de surface d’exposition, dont 3 galeries de 1 150 m2 d’exposition chacune
- Une grande nef de 1 200 m2
- Un auditorium de 144 places
- Un studio de création de 196 places
- Un café
- Un restaurant
- Une librairie-boutique
- Un centre de ressource

## Galerie d’images

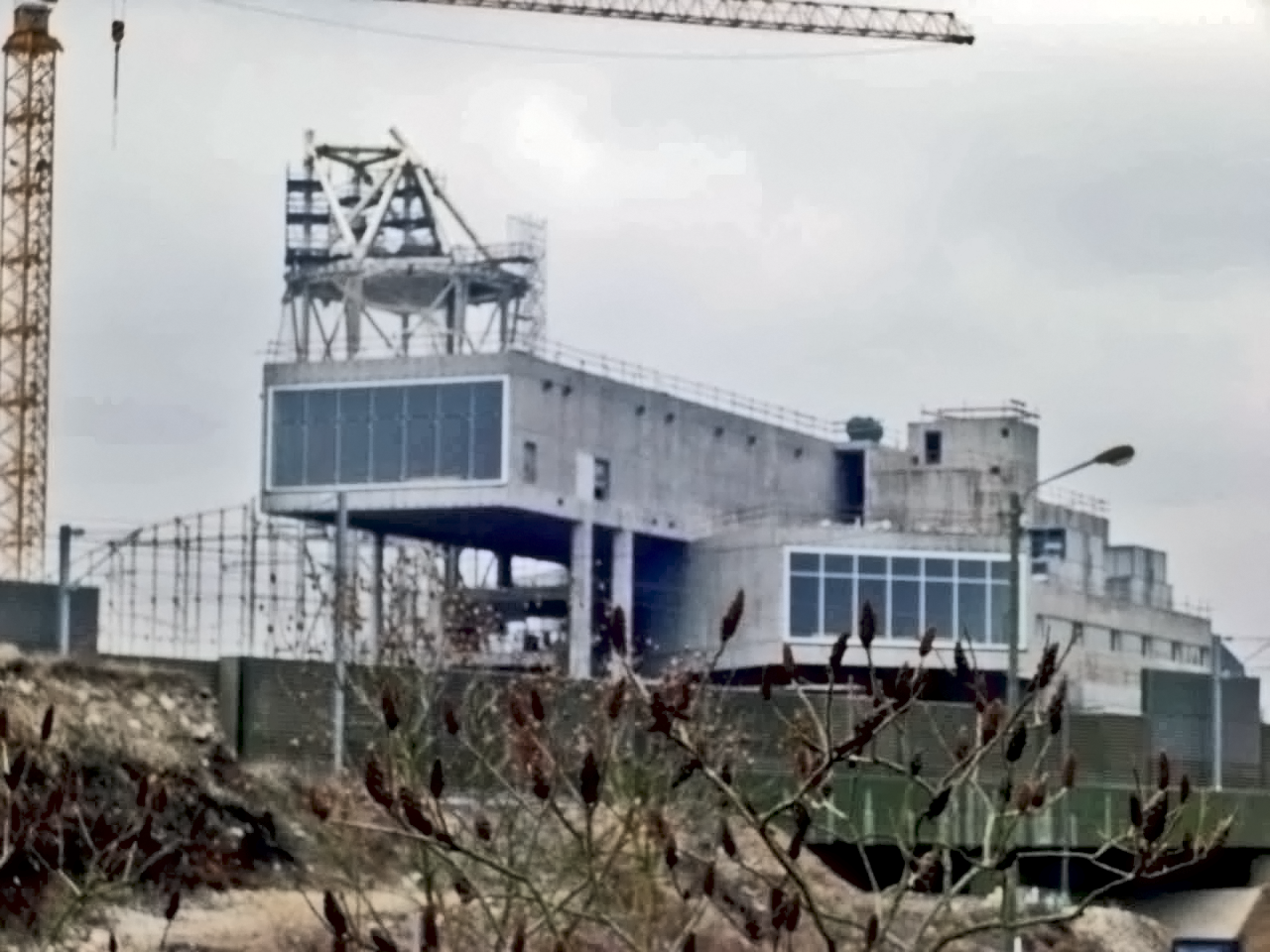
Vue depuis le parc de la Seille en février 2009.
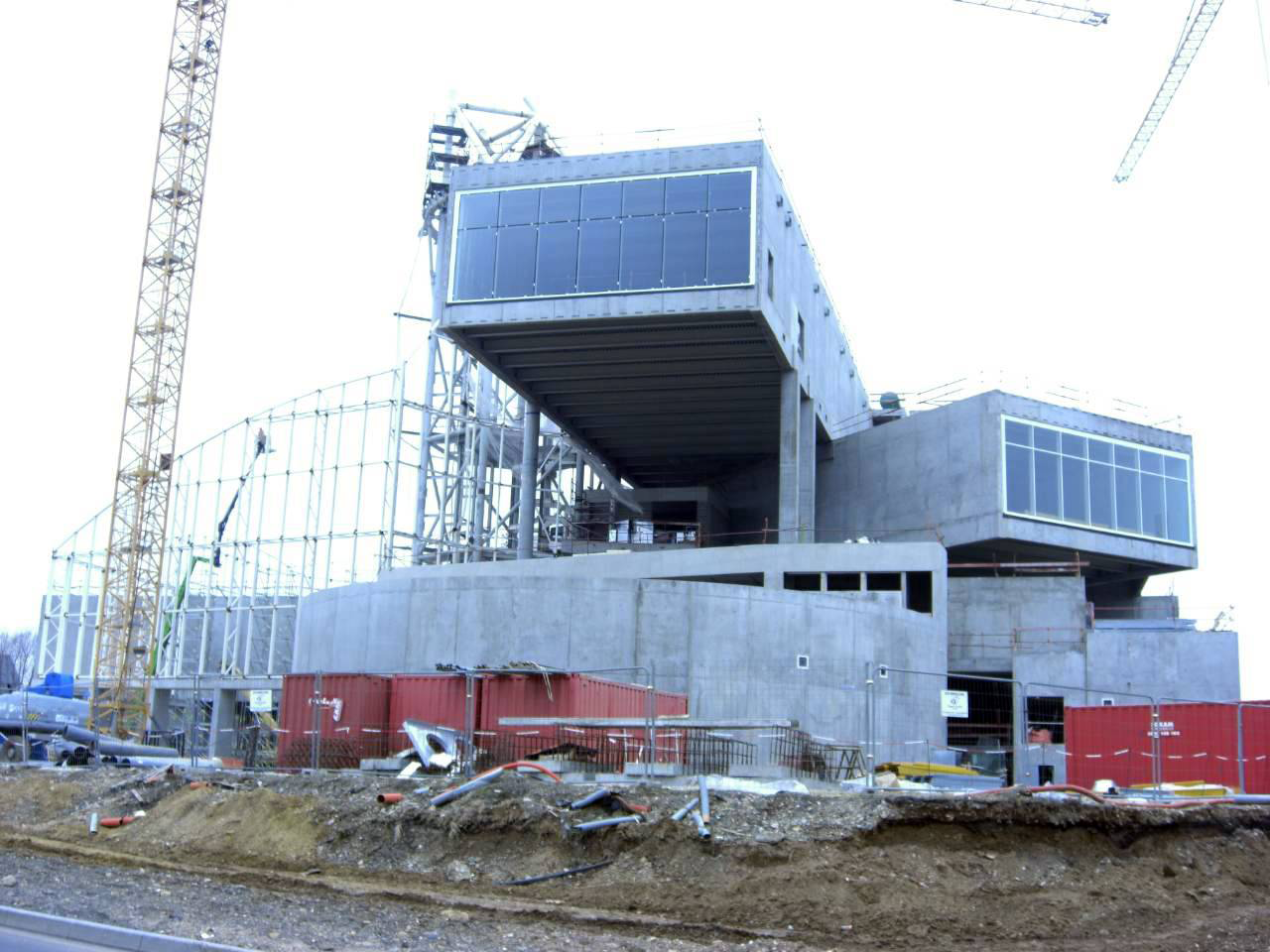
Le chantier en février 2009.
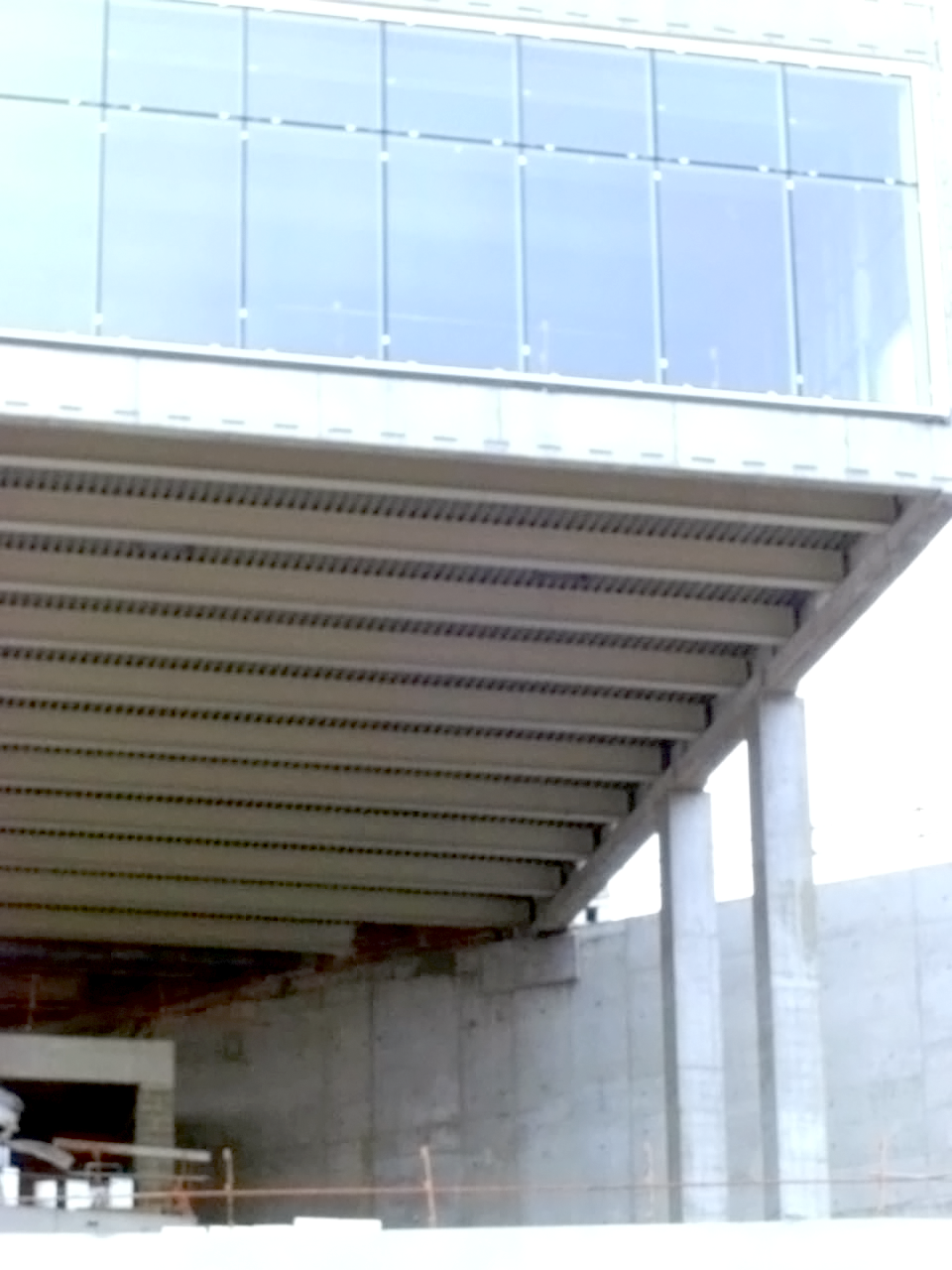
Détail du plancher béton.
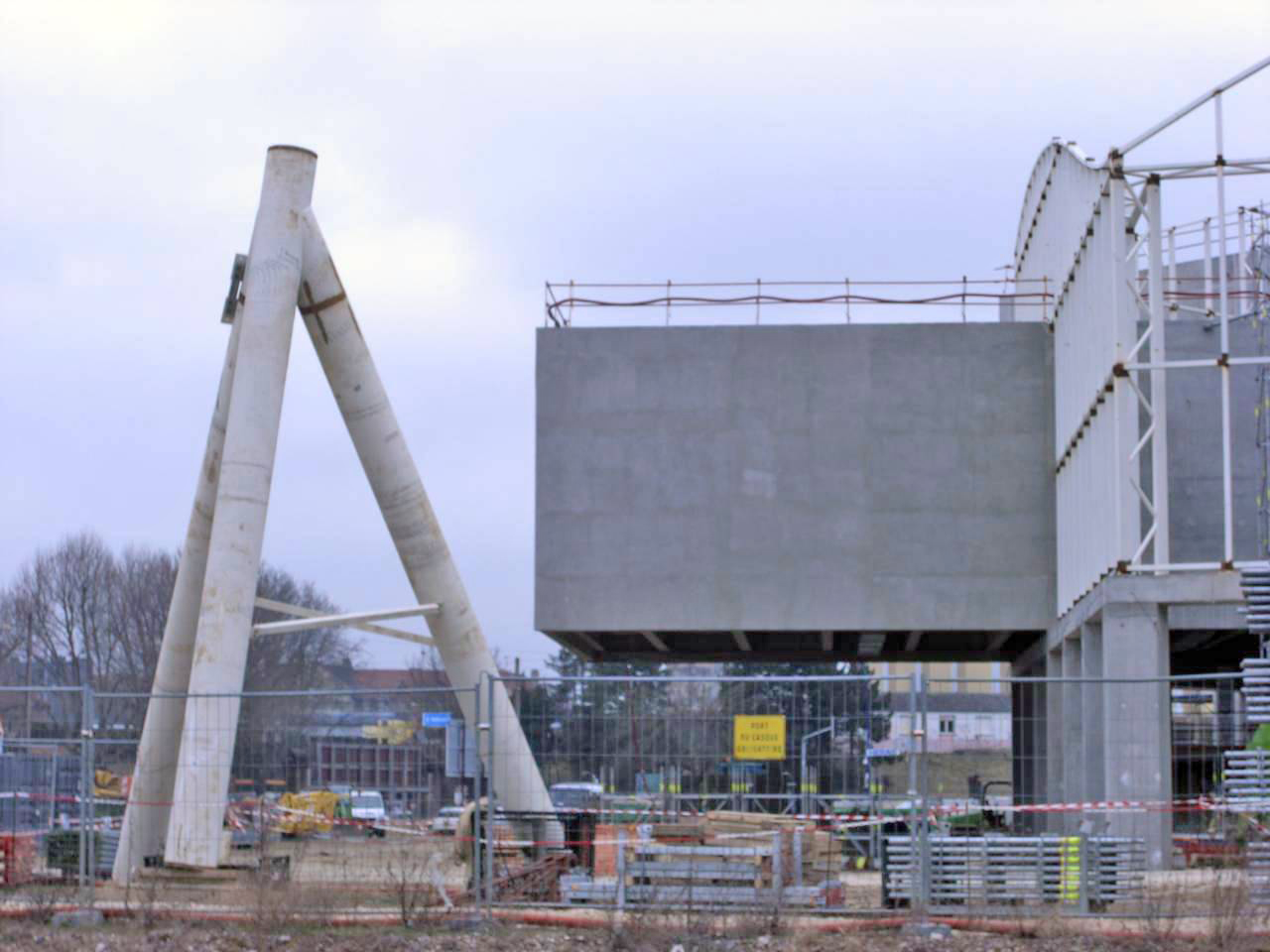
La flèche en attente d’être montée au sommet.
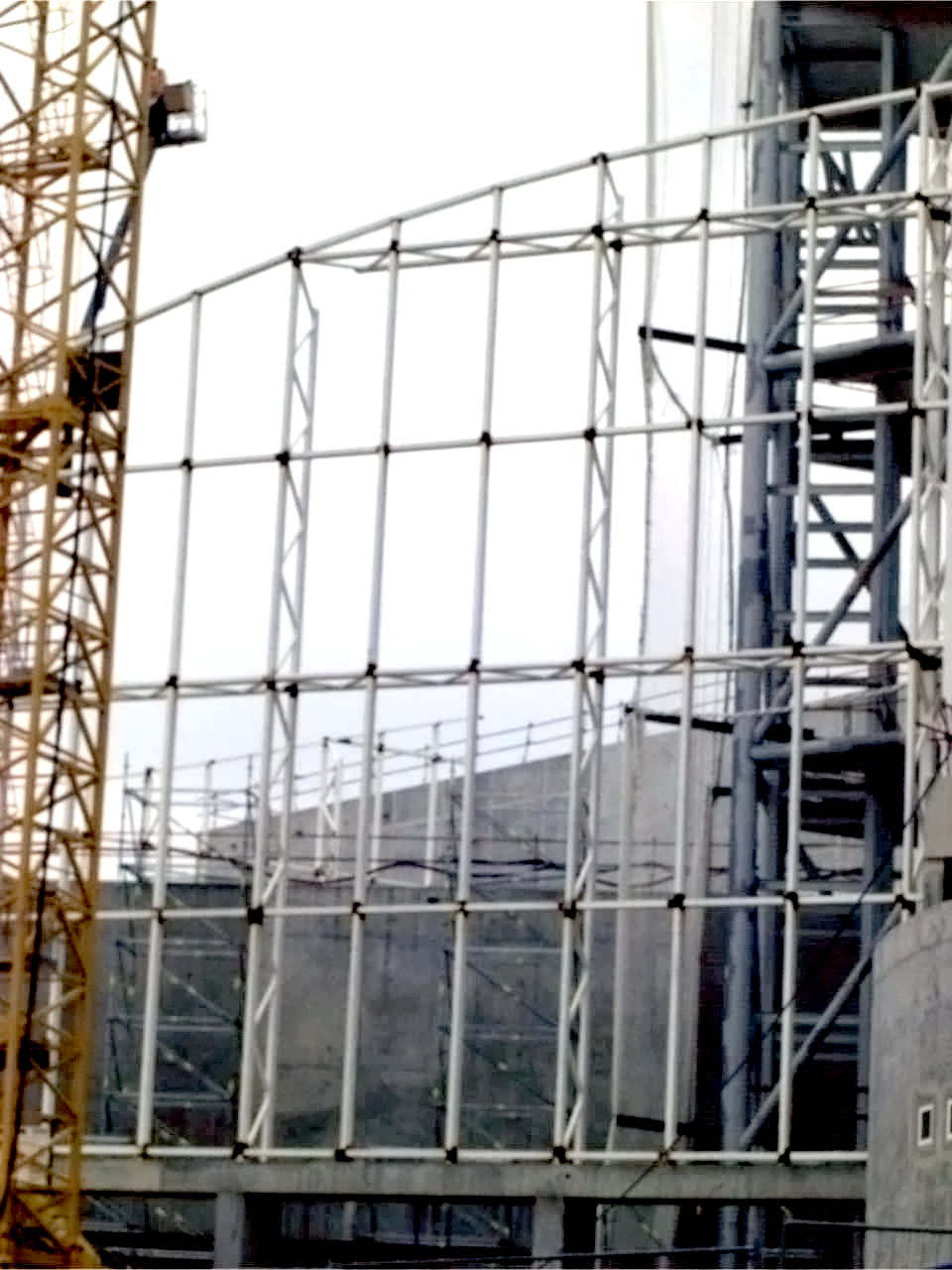
Structure métallique de l’enveloppe.
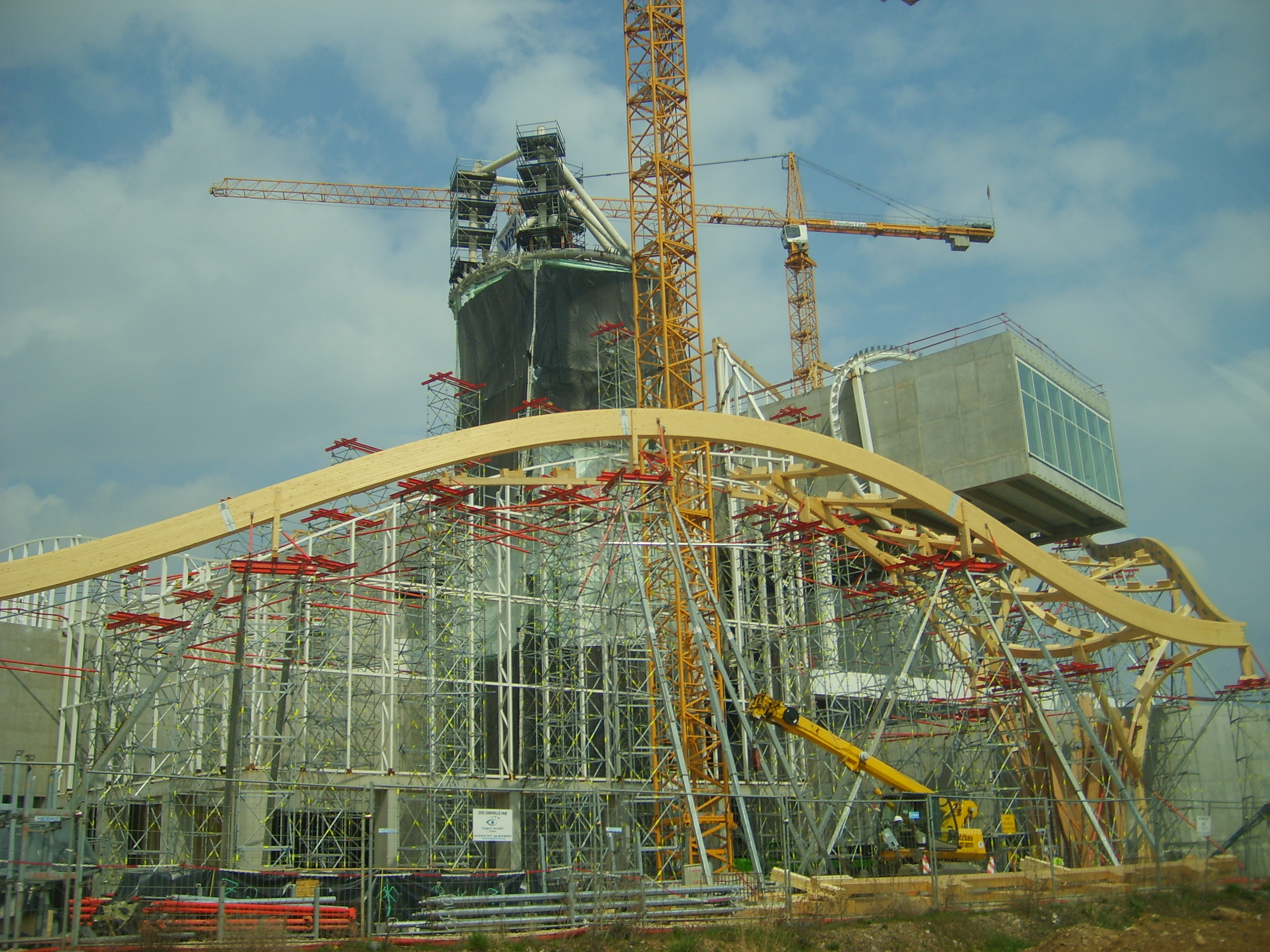
Début de la pose de la charpente en avril 2009.
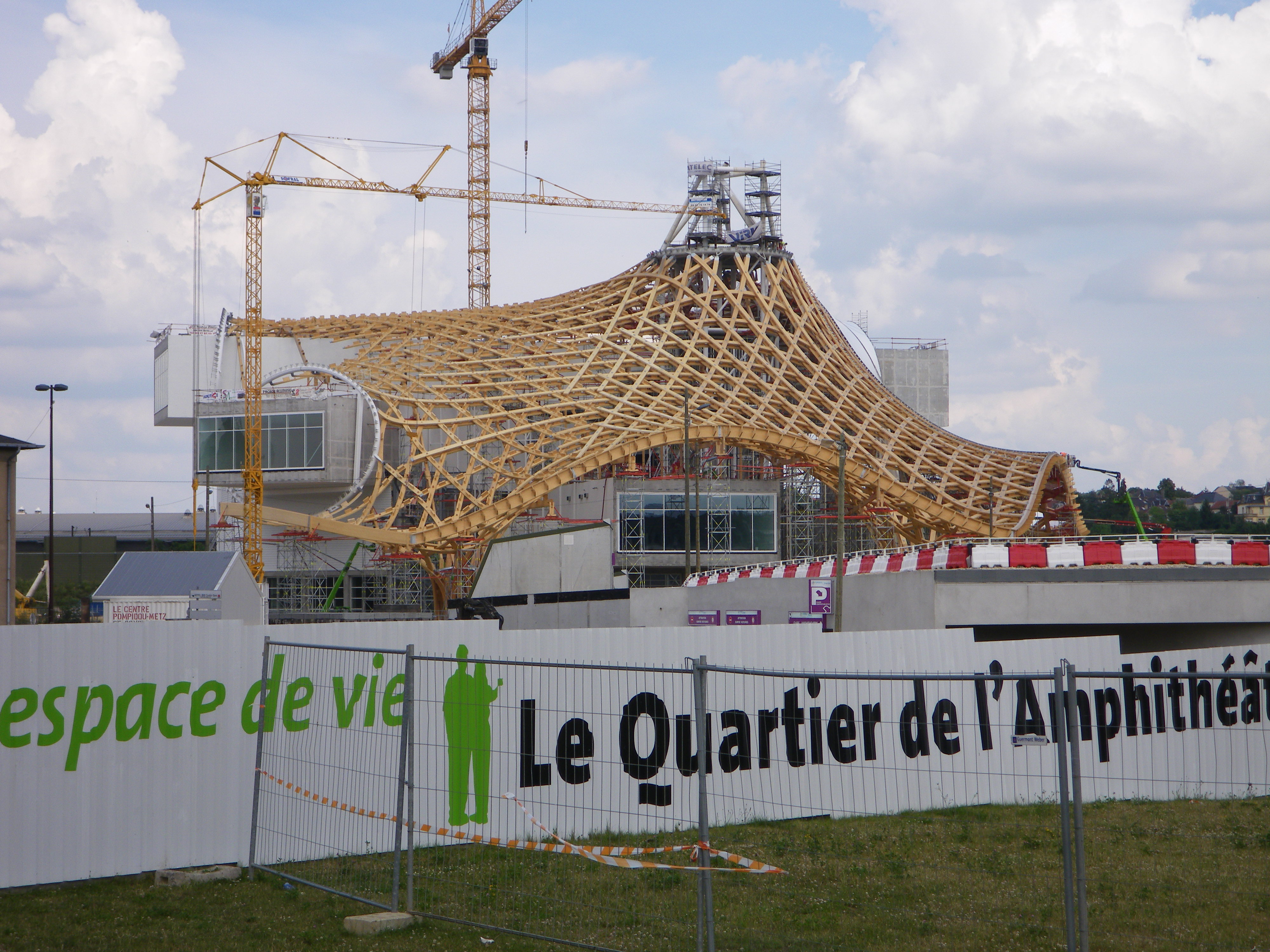
Pose de la charpente en juin 2009.
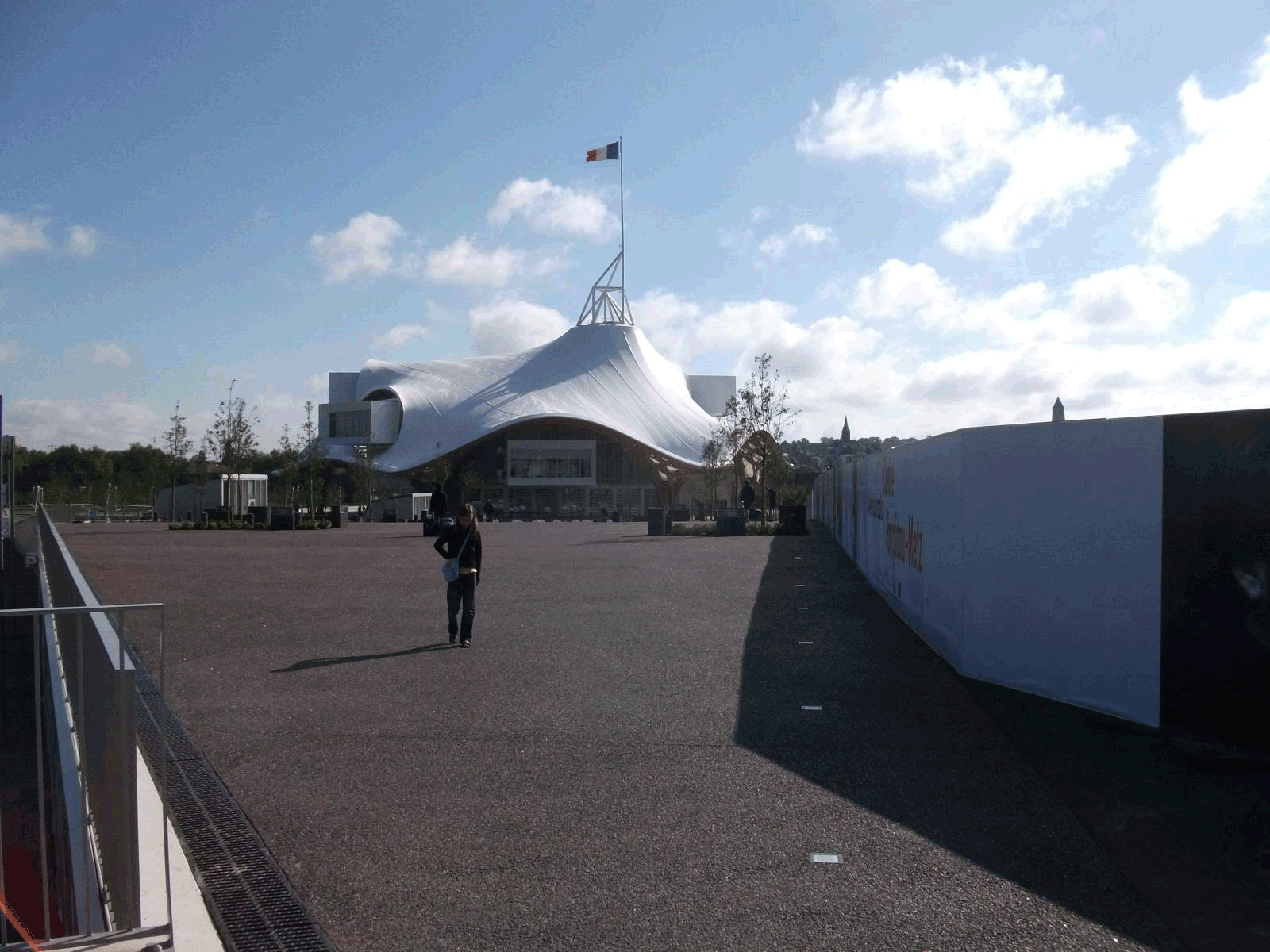
Esplanade d’accès depuis la gare de Metz.
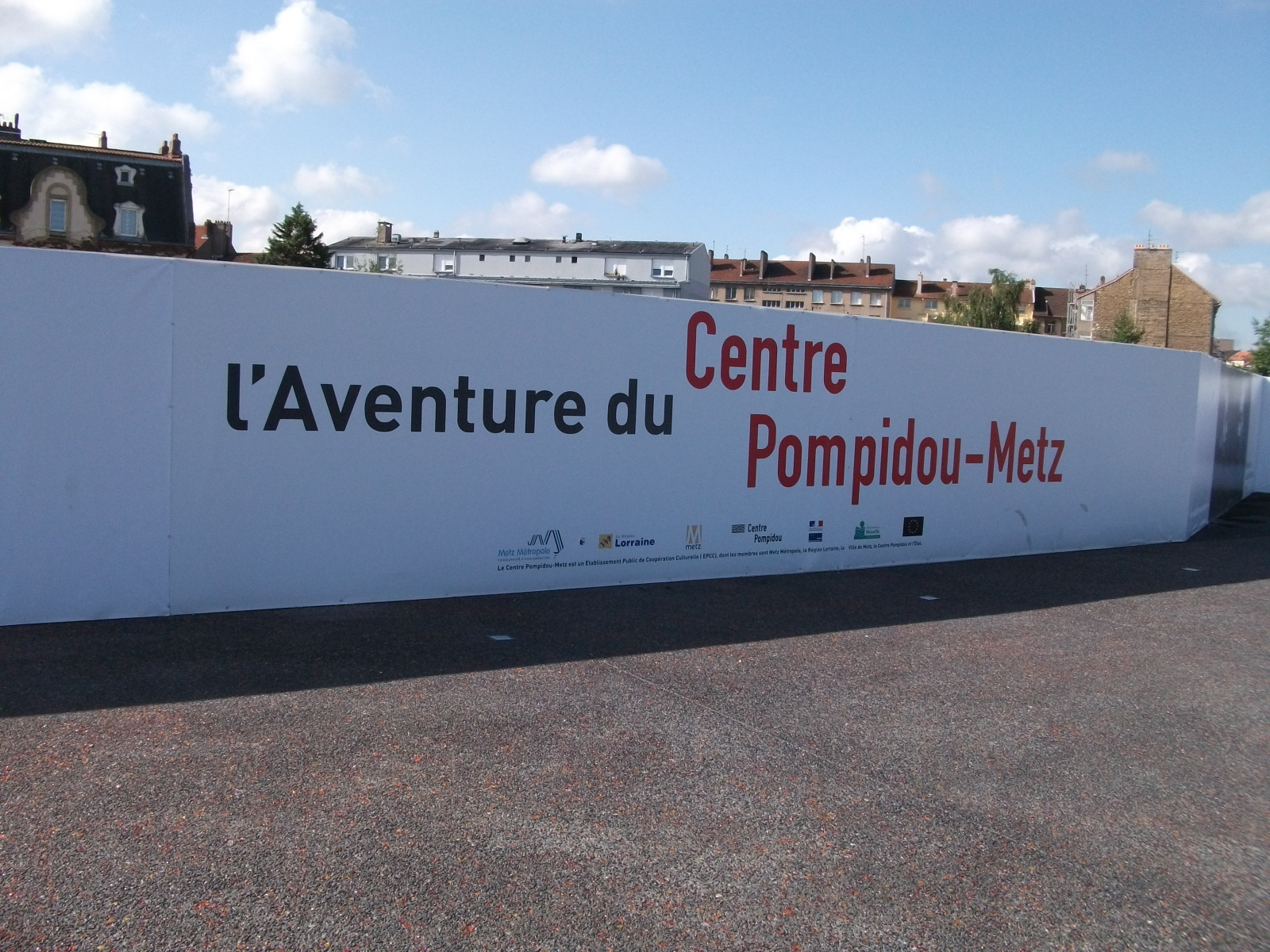
panneau d’accueil.

### Filmographie
- Stéphane Manchematin, Centre Pompidou-Metz, chronique(s) à géométrie variable, 52 minutes, 2009 : le film retrace la naissance du projet depuis 2003 jusqu’au début de la pose de la charpente à la manière d’une chronique avec des interviews avec les promoteurs, édiles, ouvriers du chantier, maîtres d’œuvre.